# آشور-ناصیر-پال دوم

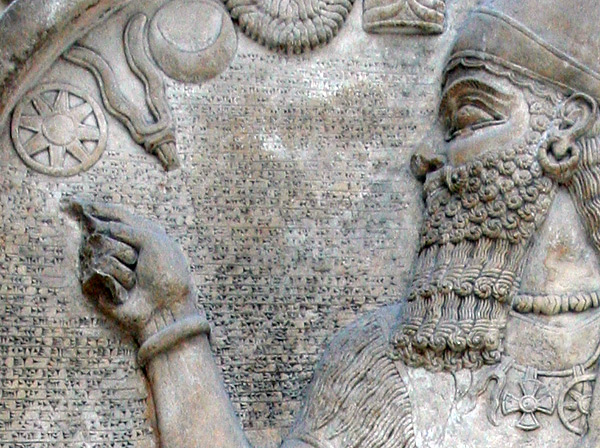
آشور-ناصیر-پال دوم (همان تصویر قبلی با زوم روی صورت پادشاه) با نوشته‌ای به زبان اکدی

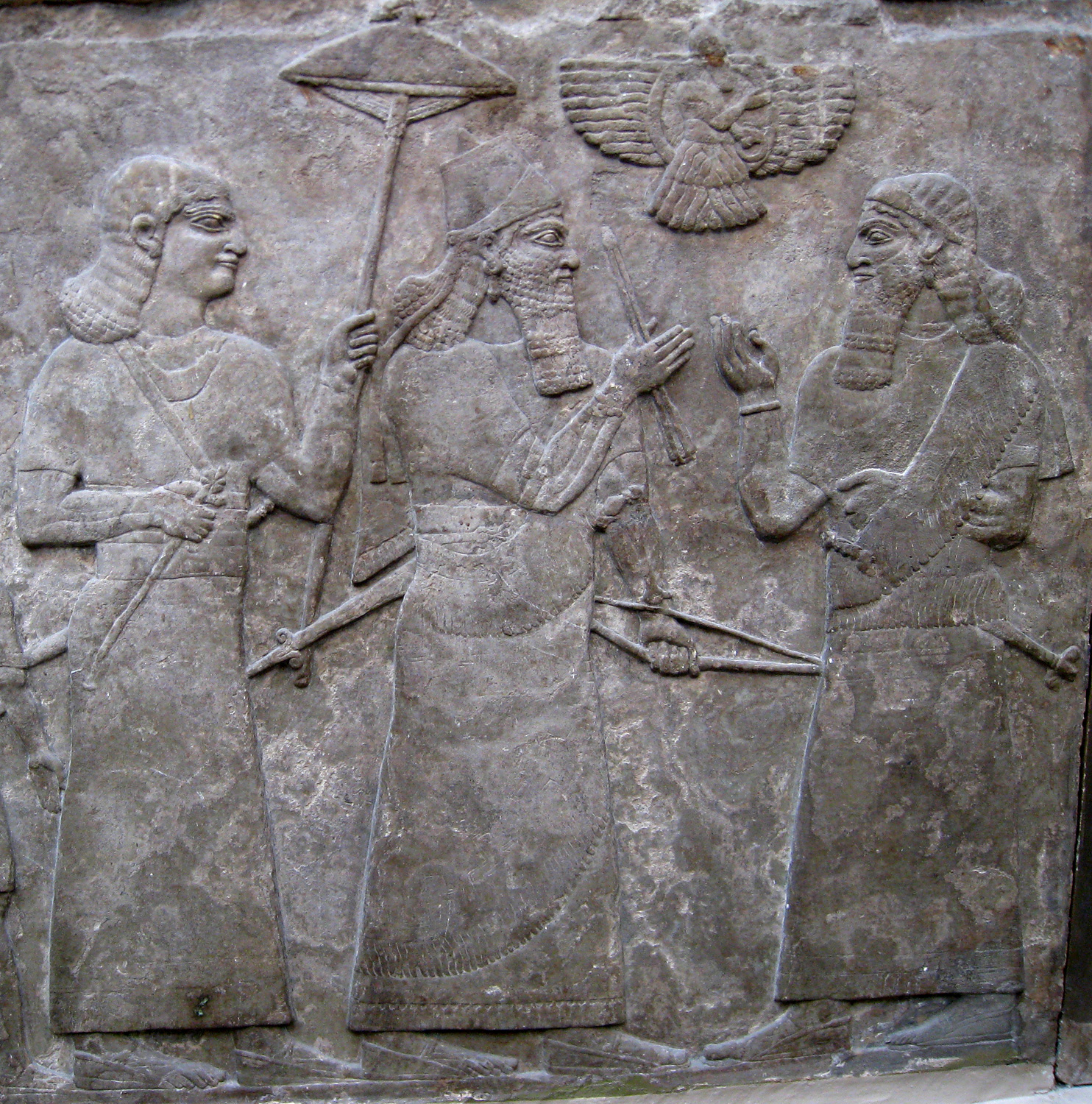
آشورناصیرپال دوم در حال ملاقات با یک مقام عالیرتبه به هنگام سان دیدن از سربازان و اسیران جنگی. در پشت وی نگهبانی با چتر آفتابی ایستاده‌است. پادشاه توسط یک ایزد بالدار محافظت می‌شود. او کمانی را با دو تیر بیرون کشیده شده در دست دارد که نماد پیروزی وی در جنگ است، از قصر شمالغربی در کالح (نیمرود)، حدود ۸۶۵–۸۶۰ پ. م، موزه بریتانیا

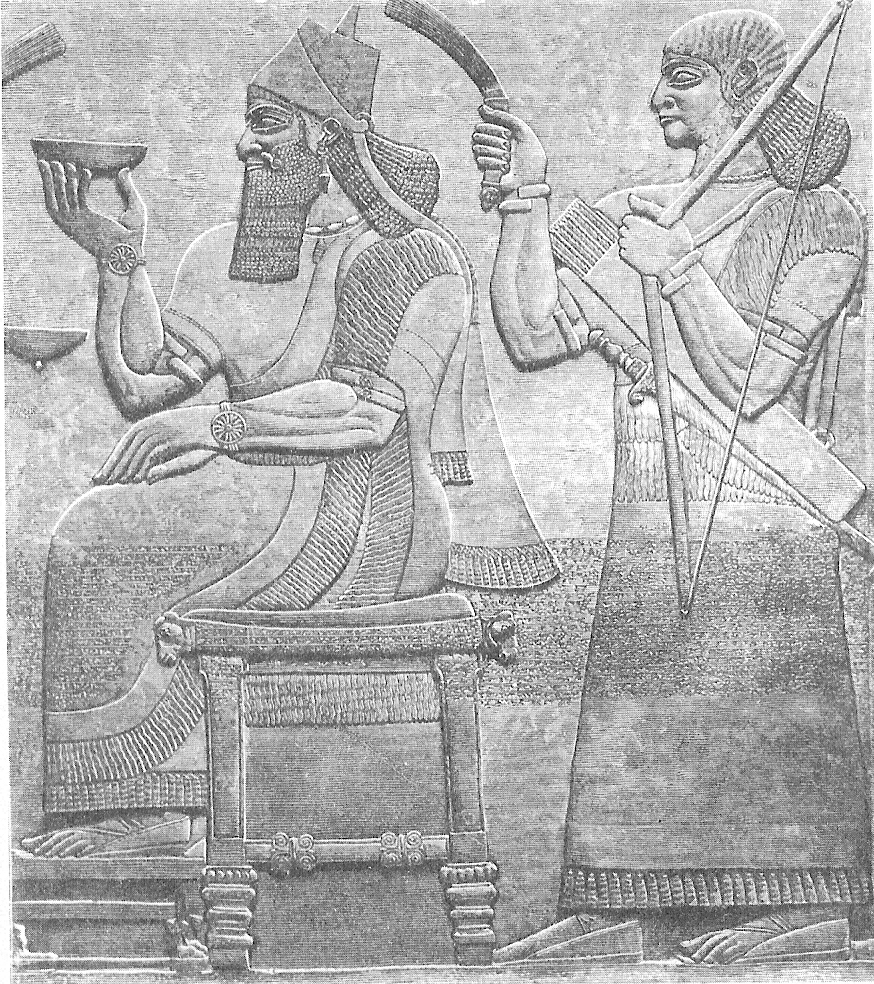
آشور-ناصیر-پال دوم بر تخت سلطنت

آشور-ناصیر-پال دوم (Aššur-nāșir-apli, Ashur-nasir-pal) (در برخی منابع نام او به صورت‌های: آشورنصیرپال یا آشور ناسر پال یا آسور نصر پال و امثال آن هم آمده‌است، ولی تلفظ درست آن آشور-ناصیر-اپلی است)، نخستین پادشاه بزرگ آشور است که پس از پدرش توکولتی نینورتای دوم به حکومت رسید و از ۸۸۳ تا ۸۵۹ پیش از میلاد پادشاهی کرد. او بزرگترین پسر توکولتی-نینورتای دوم بوده‌است. وی شورش‌های محلی را به طرز خشونت‌بار و بی‌رحمانه‌ای فرونشاند، مناطق و سرزمین‌های دیگری را به امپراتوری آشور اضافه کرد و راه را برای پیشرفت و درخشش شاهان بعدی هموار نمود. معنای نامش یعنی: "آشور (یکی از خدایان آشوریها) نگهبان وارث (یا جانشین) است."

## آغاز دور نخست تاخت و تاز آشور

### جنگ‌ها و عملیات نظامی در غرب و شمال
وی فرمانروایی زیرک و مدیر و سیّاسی کاردان و نکته‌بین بوده‌است، به‌طوری‌که تشخیص داد که با نصب کردن حکمرانان آشوری به جای وابسته بودن به حکمرانان خراجگزار محلی در هر منطقه، می‌تواند کنترل بیشتر و گسترده‌تری بر امپراتوری‌اش اعمال نماید.
آشور-ناصیر-پال دوم به حملات و عملیات جنگی متعدد و گسترده‌ای دست زد؛ وی در ابتدا مردمان ساکن شمال آسیای صغیر تا حدود نائیری را تحت فرمان خود درآورد و از فریگیه خراج ستاند، سپس به آرام حمله کرد (سوریه امروزی) و آرامی‌ها و نوهیتی‌های ساکن بین رودهای خابور و فرات را تحت انقیاد خود درآورد. ارتش آشور در این زمان از سواره نظام سنگین اسلحه و سبک اسلحه و پیاده‌نظام و گردونه (ارابه)های جنگی ترکیب می‌یافت. این لشکرکشی برای هیتی‌ها و آرامی‌ها غافلگیرکننده بود. طبیعتاً در برابر مهاجمان مقاومت‌هایی صورت گرفت، اما بسیاری از شهرهای کوچکتر بی‌درنگ تسلیم شدند و پرداخت باج و خراج را تعهد کردند. از بررسی منابع اطلاعاتی این نکته آشکار می‌شود که پرداخت باج و خراج مزبور از سوی خراجگزاران خفت بار و تحقیرآمیز بوده‌است، چرا که خود آشور-ناصیر-پال دوم در این باره در کتیبه‌اش چنین می‌گوید:
باج و خراج ساحل دریا، از ساکنان تیر، صیدون، بیبلوس، Mahallata, Kaiza, آمورو و ارواد که جزیره‌ای در دریا می‌باشد، شامل طلا، نقره، قلع، مس، ظروف مسی، البسهٔ کتانی (پنبه‌ای) با حاشیه دوزی‌های رنگارنگ، خزهای کوچک و بزرگ از میمون، آبنوس، چوب شمشاد (چوب توسه)، عاج والروس، محصولی از دریا، این باج و خراج آنان را من دریافت کردم و آنان پاهای مرا احاطه کردند. 
آشور-ناصیر-پال دوم شهرهای فینیقی و کنعانی را تخریب یا حتی آن‌ها را به آشور ضمیمه نکرد، بلکه از آن‌ها به عنوان منبعی سرشار برای روغن کاری ماشین امپراتوری و تشکیلات جنگیش بهره گرفت، به‌طوری‌که مواد طبیعی و معدنی آن مناطق به مصرف ساخت سلاح و احداث ابنیه و تأسیس اماکن مختلف رسید و از طلا و نقرهٔ به دست آمده هم برای پرداخت حقوق سربازان استفاده کردند. با این وجود نبردهای آشور-ناصیر-پال دوم در مقایسه با بهره‌مندی‌های پادشاهان پس از وی، در مجموع، موفقیت‌هایی زودگذر بودند.
آشور-ناصیر-پال با آرامی‌ها و نو-هیتی‌ها با خشونت و زمختی رفتار کرد و همین مسئله باعث شد که آن اقوام مغلوب سر به شورش بردارند. پادشاه آشور این شورش را در یک نبرد شدید دو روزه به‌طور قاطعانه در هم کوبید. خود وی در مورد این قتل‌عام می‌گوید:
مردان آنان، جوان و پیر، من به اسارت گرفتم، از بعضی از آنان پاها و دستانشان را بریدم، از دیگران گوش‌ها، بینی‌ها و لب‌هایشان را، از گوش‌های مردان جوان پشته‌ای ساختم، از سرهای پیرمردان مناره‌ای درست کردم. من سرهای آنان را به سان جام [کاپ، جایزه، نشان پیروزی] در مقابل شهرهایشان به معرض تماشا نهادم. کودکان ذکور و کودکان اناث را من در شعله‌ها بسوزاندم، شهر را من ویران کردم و با شعله‌های آتش نابود ساختم. 
وی این نوع برخورد را نه تنها در مورد هیتی‌ها و آرامیها، بلکه در مورد سایر مردمان زیردست و مغلوب هم به کار می‌برده‌است. این رفتار خشن و سبعانه باعث می‌شد که حتی وقتی که قشون آشور در جایی حضور نداشت، قیام و شورشی در آنجا اتفاق نیفتد.
به این ترتیب، آشور-ناصیر-پال بدون اینکه مقاومتی در برابر خود ببیند، تا دریای مدیترانه پیش رفت، گفته می‌شود در این پیشروی، سپاه وی روزی سی چهل کیلومتر طی طریق کرده‌است. او از فینیقی‌ها خراج ستاند و هنگامی که به دریای مدیترانه رسید، سلاحش را در آب دریا شست و برای ایزدان قربانی کرد.
وقایع نگاری‌های سالانه و مفصل او، رویدادهای پس از پیکار، و رسیدنش به دریای بزرگ را شرح می‌دهد:
"در آن هنگام از کنار کوه لبنان گذشتم تا به دریای بزرگ رسیدم…. در دریای بزرگ جنگ افزارهایم را شستم و هدایایی به پیشگاه خدایان عرضه کردم. خراج شاهان ساحل دریا و مردم شهرهای صور، سیدون، بیبلوس، ماهالاتا را… از نقره، طلا، سرب، مس، ظرف‌های مسی، جامه‌های پشمی دارای رنگ روش… تا چوب افرا، چوب شمشاد، و عاج… از آن‌ها دریافت کردم و آن‌ها بر پایم افتادند…. هدایایی به پیشگاه خدایان عرضه کردم، و لوح سنگی یادبودی به پاس شجاعت خود ساختم و در آنجا برپا داشتم."

## تغییر دادن پایتخت

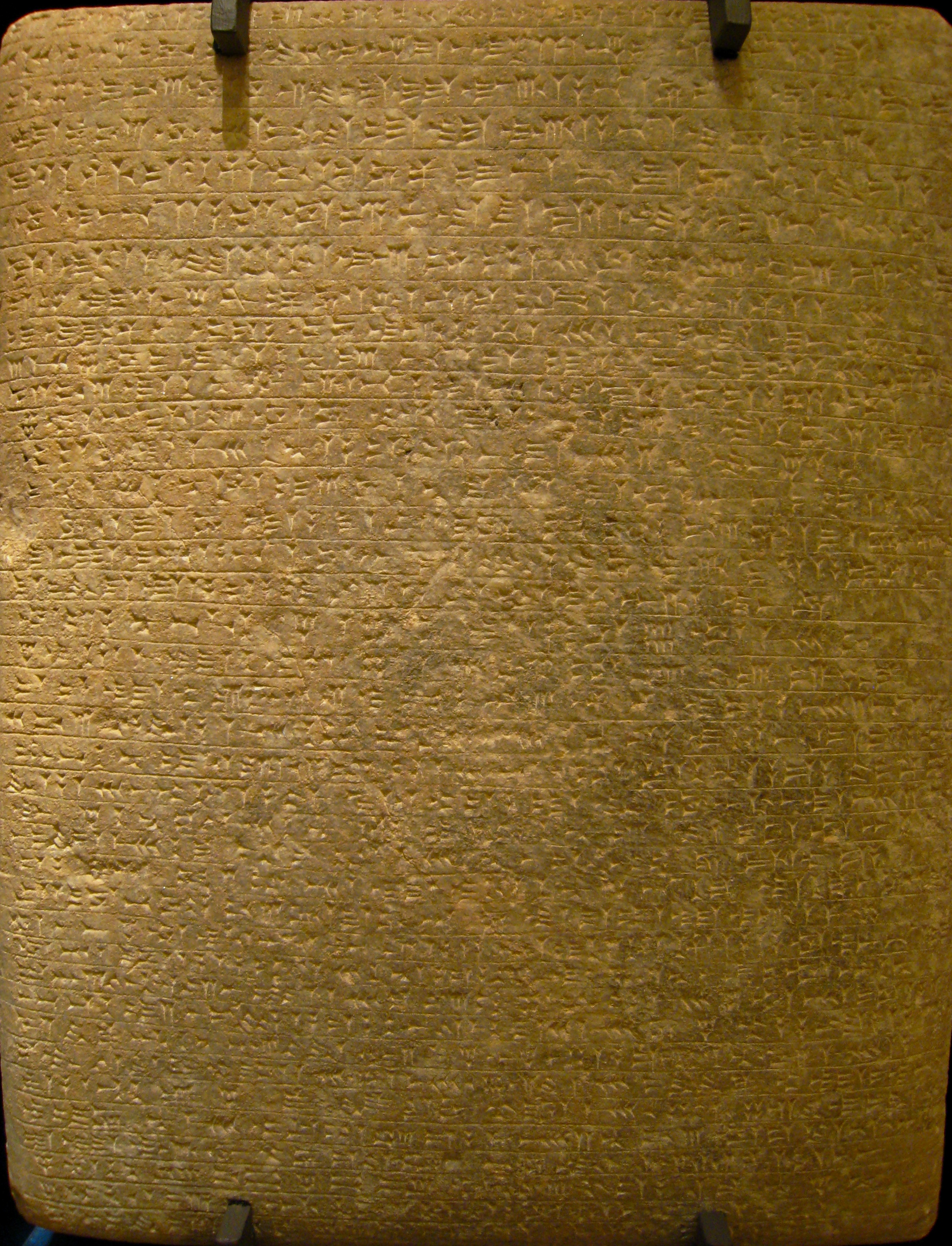
روایت جنگ‌های آشور-ناصیر-پال دوم، سنگ مرمر، فورت-شلمنسر، نیمرود

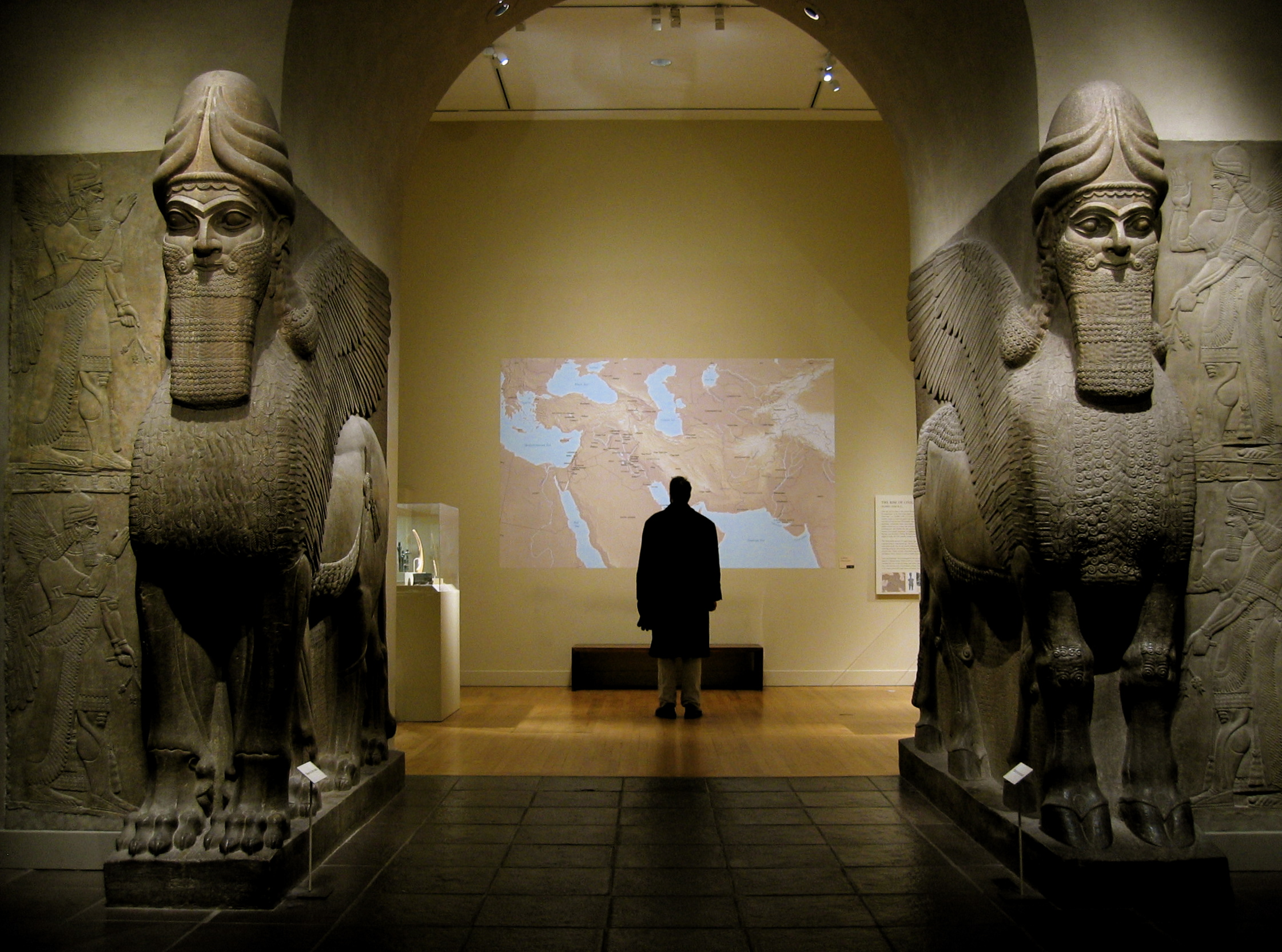
یک جفت لاماسو در دروازهٔ نیمرود، موزه متروپولیتن نیویورک

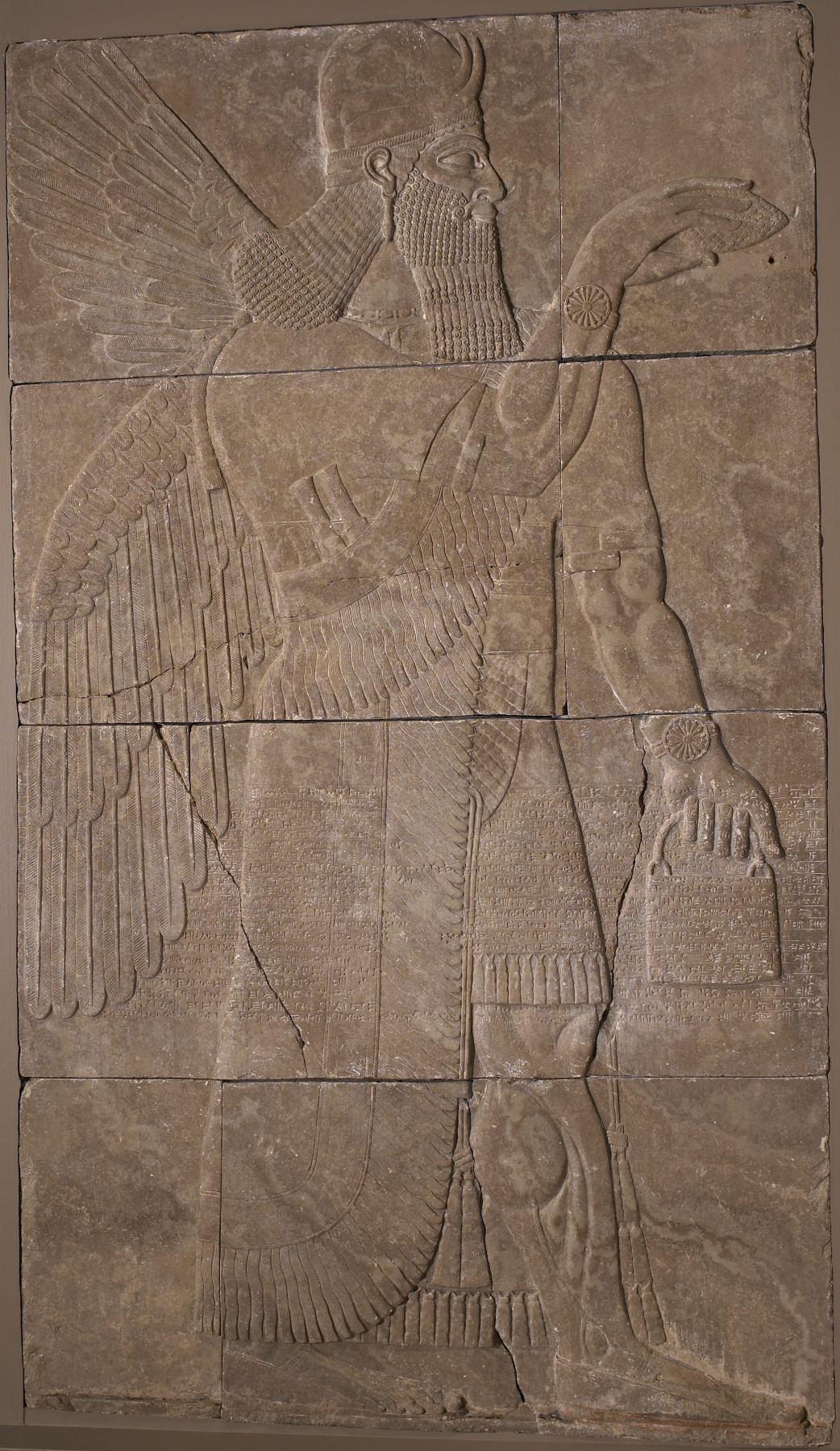
در این نقش برجسته از نیمرود، یک روح خیرخواه بالدار، پادشاه یا قصر او را با یک مخروط کاج تقدیس می‌کند، موزه هنری والترز، بالتیمور

آشور-ناصیر-پال هنگامی که به آشور بازگشت، تصمیم گرفت که پایتختش را تغییر دهد، به همین علت اسیران به بردگی گرفته شده در جنگ را مجبور به ساختن یک پایتخت جدید در محل شهر قدیمی کلخو (نیمرود، کالح) کرد. کاخ‌ها، معابد و سلیر ساختمان‌هایی که او بنا کرده‌است، نشانهٔ پیشرفت و فزونی قابل ملاحظهٔ ثروت و قدرت آشوری‌ها و اوج‌گیری هنر در این دوره می‌باشد.
در زمان‌های باستان خود آشوریها این شهر را کلخو می‌نامیدند. در زبان عربی، کال یا کالخ یا کالخو گفته می‌شود. باستان شناسان نام این شهر را از روی اسم نیمرود در کتاب مقدس، نیمرود (Nimrud) گذاشتند. Nimrod یک قهرمان شکارچی اساطیری بود و خدای شهر کالح (کالاه، کالاح) به‌شمار می‌رفت. این شهر در میانرودان شمالی در ساحل دجله قرار داشته‌است. خرابه‌ها و بقایای این شهر، امروزه در یک کیلومتری روستای Noomanea در استان نینوای عراق، در شمال آن کشور و در حدود ۳۰ کیلومتری جنوب شرق شهر موصل قرار دارد. گفته می‌شود که شهر نیمرود با شهر تورات ی کالاه (کالاح، کالخ) (Calax,Kalah) منطبق می‌باشد. نیمرود مساحتی در حدود ۳۶۰ هکتار را دربرمی گرفته‌است.
این شهر را اولین بار پادشاه آشور شلمنسر یکم ساخت و شهر مزبور حدود هزار سال وجود داشت و در قرن سیزدهم قبل از میلاد پایتخت گردید، ولی بعد مدتی دچار رکود شد تا اینکه دوباره آشور-ناصیر-پال دوم پادشاه آشور به آن توجه نمود و آن را پایتخت خود قرار داد، به این ترتیب شهر مزبور شهرت و معروفیت فراوان پیدا کرد. آشور-ناصیر-پال دوم با به‌کارگیری هزاران اسیر و برده که در جنگ به دست آورده بود، قصری بزرگ و معابد و ساختمان‌های بسیار بر ویرانه‌های شهر سابق ایجاد کرد و در شکوفایی شهر کوشید. بناهایی که در دورهٔ شکوفایی در این شهر وجود داشت، مجموعه‌ای کم‌نظیر از هنر و فرهنگ متعالی باستانی محسوب می‌شد. دیواری طویل دور شهر را دربرمی گرفت. در سال ۸۷۹ ق.م. یک مراسم افتتاح مجلل و باشکوه به همراه ضیافتی شاهانه و محتشم برگزار گردید و ما اکنون از طریق لوح نوشته‌ای از چگونگی این مراسم اطلاع داریم. شهر دارای تعدادی باغ‌های گیاه‌شناسی و یک باغ ویژهٔ جانورشناسی بود. نیمرود تا سال ۷۰۶ ق.م. پایتخت آشور باقی ماند و در آن تاریخ، سارگون دوم پادشاه آشور پایتخت را به دور شاروکین (خرساباد کنونی) انتقال داد.
در قصر آشور-ناصیر-پال دوم کتیبه‌های بسیاری کنده کاری شده بر سنگ آهک (کربنات کلسیم) تهیه شده بود و بر روی یکی از آنان چنین می‌نوشت:
کاخی از چوب‌های سرو، سدر لبنانی، ناژو، ارس (پیرو، اربس، به درختان و بته‌های همیشه سبز می‌گویند)، چوب شمشاد (چوب توسه)، چوب توت (درخت شاه توت)، چوب درخت پسته و درخت گز برای سکونت و زندگی شاهانه‌ام، و برای خوشایند وجود اربابانه و بزرگوارانه‌ام تا ابدالدهر، در آنجا پی افکندم. حیوانات کوه‌ها و حیوانات دریاها، از سنگ آهک و مرمر سفید، به زینت آراستم و بر دروازه‌های آن گستردم. 
این کتیبه‌ها، همچنین غنایمی را که در قصر ذخیره شده بود را توصیف می‌نمایند:
نقره، طلا، سرب، مس و آهن، غنایم و چپاول و غارت دستان من از سرزمین‌هایی که آن‌ها را تحت سلطهٔ خویش درآورده‌ام، به مقادیر فراوان برگرفتم و در آن نهادم. 
علاوه بر اینها، کتیبه‌های مزبور ضیافت‌ها و جشن‌ها و عیش و نوش‌های او را که بعد از فتح‌هایی که کرده بوده برپا می‌داشته‌است، توصیف می‌کنند. در هر صورت قربانیان او از فتوحی که می‌کرده، بسیار ترسان و مضطرب می‌گشتند، متن مزبور در این خصوص می‌گوید:
بسیاری از اسرایی را که در بند آورده بودم، در آتش بسوختم. بسیار اسیر گرفتم، زنده از بعضی از آنان، دستانشان را از مچ ببریدم، از دیگران بینی‌ها، گوش‌ها و انگشتان را، چشمان بسیاری از سربازان را از حدقه بیرون آوردم، مردان و زنان جوان و اطفالشان را آتش زدم و سوزاندم. 
وی دربارهٔ فتحی دیگر چنین می نویساند:
من پوست آن اشراف و نجبایی را که شورش کرده بودند، کندم و آن‌ها را بر ساختمان‌ها و ابنیه گستردم. 
پادشاه مزبور در جایی دیگر از به صلابه کشیدن برخی از قربانیان و زنده به گور کردن برخی دیگر در درون دیوارهای کاخش سخن می‌گوید.
نقش برجسته‌های آشور-ناصیر-پال دوم هم تصاویر پادشاه مزبور را در حالی که به وسیلهٔ ارواح نگهبان بالدار فرا گرفته شده یا در شکار یا به هنگام جنگ و لشکرکشی نشان می‌دهند. هر یک از این نقش برجسته‌ها، متن نوشته شده‌ای در درون خود دارند. این متون یا یکسان هستند یا به همدیگر بسیار شبیهند و به همین دلیل کتیبهٔ استاندارد نامیده می‌شوند. این متون، اصل و نسب آشور-ناصیر-پال را تا سه نسل پیش معین می‌کنند، پیروزی‌ها و کامیابی‌های نظامیش را برمی‌شمارند، مرزهای امپراتوریش را تعیین می‌کنند، از روابط شاه با خدایان می‌گویند و می‌گویند که وی چگونه شهر جدید کلخو را انشاء نمود و کاخش را در آنجا بنا کرد. همچنین به دستور وی دروازهٔ بزرگی در آن شهر ساخته شده بود. آن قسمت از قصر که شناخته شده‌است، ۲۰۰ متر از شمال به جنوب و ۱۲۰ متر از شرق به غرب طول دارد. تصاویر و مجسمه‌هایی که در قصر ساخته شده‌است، به‌طور تلویحی و با زبان بی زبانی می‌گویند که پادشاه به این دلیل که خادم خدایان بوده‌است، از سوی آنان با قدرتی الهی و ملکوتی محافظت می‌شده‌است.
شلمنسر سوم پسر آشور-ناصیر-پال دوم هم کاخی در نیمرود ساخت که در جلال و حشمت از آن پدرش پیشی گرفت، وسعت این کاخ حدوداً دو برابر کاخی بود که پدرش در آن شهر ساخته بود و مساحتی در حدود ۴۹۰۰۰ مترمربع را دربرمی گرفت. این کاخ بیش از ۲۰۰ اتاق را در خود جای می‌داد.

## جنگ‌ها و عملیات نظامی در حدود شرقی

### حملهٔ سال ۸۸۳ پ. م

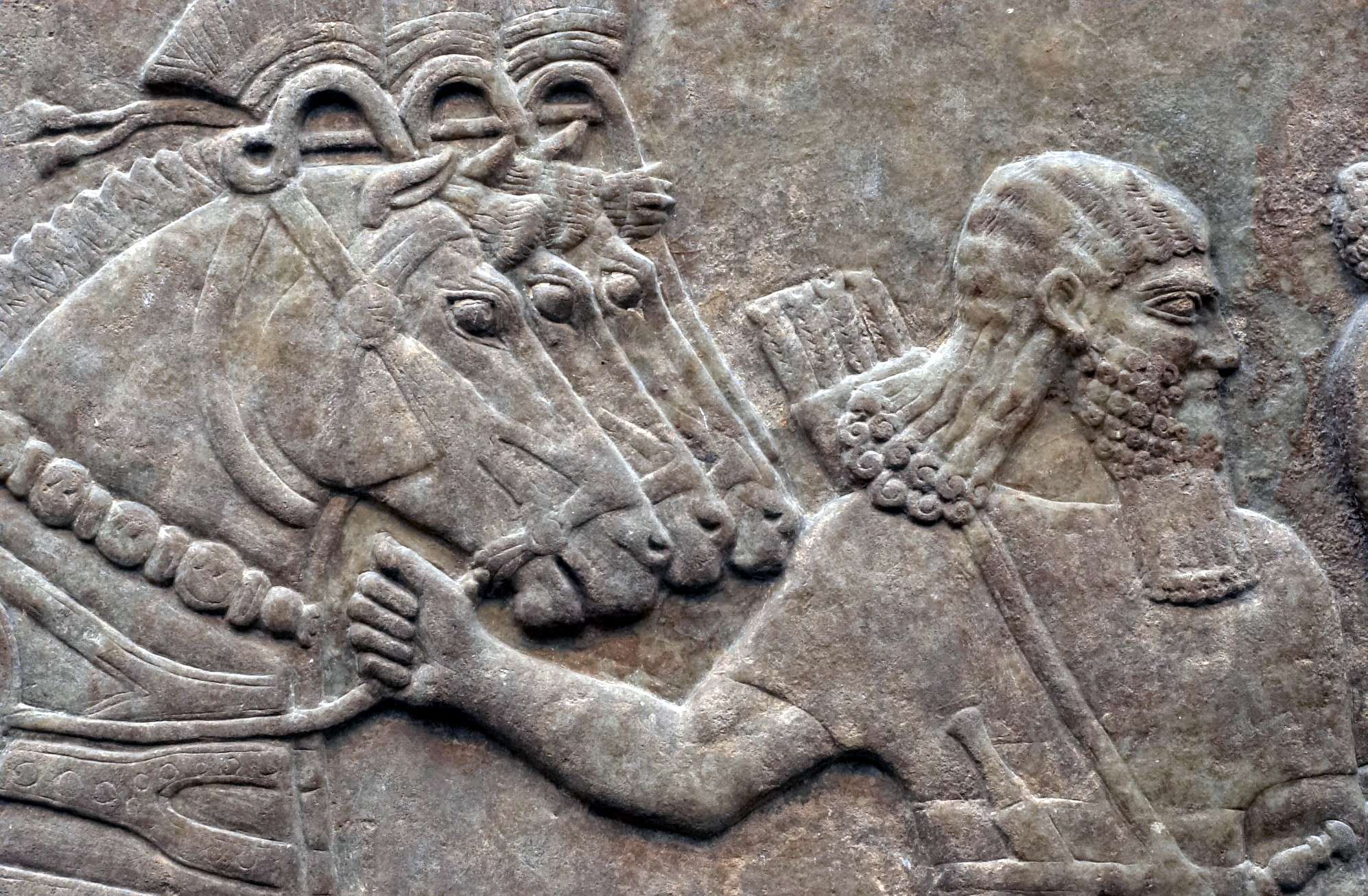
از نقش برجسته‌های نمرود

در لشکرکشی سال ۸۸۳ پ.م. به اراضی زاموا چندان تجاوزی نشد و آشور-ناصیر-پال از طریق کیّروری به ناحیه زاب بزرگ رفت، آنگاه به شتاب به سوی شمال غربی توجه کرد. مع‌هذا نواحی کوهستانی این مسیر یعنی کیّروری، سمسی، سیمره، اولمانیا، آداعوش، خارگا و خارماسا نه فقط اسبان و قاطران و دام‌های شاخدار و شراب و ظروف مفرغ به شاه آشور هدیه دادند، بلکه عوارض و خراج‌هایی نیز بر ایشان وضع شد. ساکنان سرزمین گیلزان نیز به منظور جلب عطوفت آشورناصیرپال هدایایی از قبیل اسبان، سیم، زر، قلع، مس و مصنوعات مفرغی ارسال داشتند.
لولوبیان معنی این لشکرکشی را نیک درک کردند و دانستند که نخستین اقدام به منظور اجرای نقشهٔ تسخیر کشور و اسارت ایشان است. به همین علت در سال۸۸۱ پ.م. عزم جزم کردند که به شدت پایداری کنند و پیشوای قبیلهٔ بخش داگارا که به نام اکدی نورآداد موسوم بود، در رأس ایشان قرار گرفت. وی مردم سراسر زاموا را گرداگرد خویش متحد ساخت و لشکریانش حصاری برپا داشتند که گردنهٔ بابیته را مسدود کرد. ولی ظاهراً آشور-ناصیر-پال به نورآداد فرصت نداد کار را به پایان رساند و با نیروی عظیمی که از حیث شمار بر آن نورآداد برتری داشت، از گردنه گذشت و به مرکز زاموا نفوذ کرد. نورآداد به روش دیرین به کوه‌ها پناه برد. آشور ناصیر پال تا کوه نسیر پیش راند پادشاه آشوریها سه پادشاهی کوچک زاموایی را بر سر راه خویش بدین شرح قلع و قمع کرد:
- داگارا که پادشاهی نورآداد بود.
- موساسینا[۲۳] که مرکز آن دژ بوناسی بود.
- کیرتیارا که مرکز آن دژ لاربوسا بود.[۲۴]

سپاه آشوری تعدادی دام هم که بیشترشان در کوه‌ها پنهان بودند، به دست آوردند. آنگاه امرای زاموا از پایداری خودداری کردند. آشور-ناصیر-پال ایشان را به حال خود گذاشت تا شاهی کنند، ولی آن سرزمین‌ها را به ایالت آشوری ای که ایجاد کرده بود، منضم ساخت و بر اهالی خراج گرانی از اسب، سیم و زر وضع کرد و گذشته از این مالیات‌های جنسی مرسوم آشوریان و عوارض ساختمانی را نیز در آن نقاط برقرار کرد. این ایالت که در سال ۸۸۱ پ.م. به دست آشورناصیرپال مسخر گردید، بعدها در منابع به نام زاموا یا مازاموا خوانده شد و بخش شمالی کشور را ماننا خواندند و جنوبی را پارسوا.

### حمله سال بعد

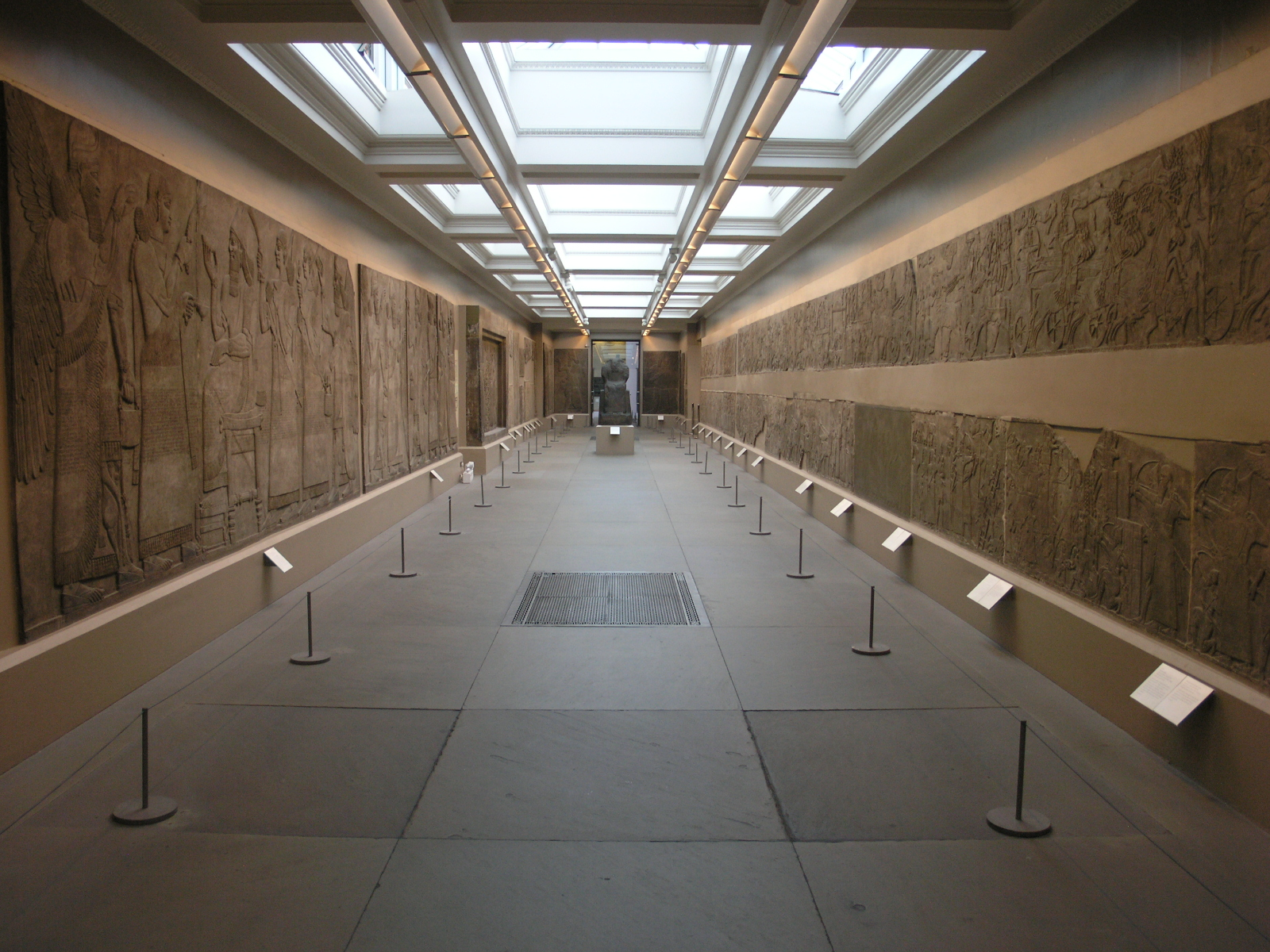
نقش برجسته‌های روی دیوارهای کاخ شمال غربی آشور-ناصیر-پال دوم در نیمرود، موزه بریتانیا

سال بعد دو امارت آمکا و آراشتوآ در زاموای جنوبی خراج موعود را به آشوریان نپرداختند و این سبب شد برای تنبیه ایشان لشکرکشی شود. آشور ناصیر پال خواست از تدارک جنگی زامواییان ممانعت کند و بر ایشان پیشی جوید و به همین دلیل فقط با سواران و عرابه‌های جنگی به راه افتاد و منتظر رسیدن پیادگان و افراد مهندسی سپاه نشد و در یورش‌هایی برق آسا آمکا و آراشتوآ را بر کرانهٔ رود دیاله تصرف کرد و غارت و کشتار را نه تنها در این دو تختگاه، بلکه در سرزمین‌های مجاور آنها شامل کیرتیارا و موساسینا تا گردنه‌های کوهستان خشمار آغاز کرد. فقط داگارا با تقدیم باج و هدایا نجات یافت. در دیگر نواحی اثری از ساکنان محل بر عرصهٔ خاک باقی نماند، مردم بالغ و کارآمد را به بردگی بردند و کودکان را در آتش سوختند.
سپس آشوریان از دو رود لالو و ادیر عبور کردند. آمکا و کسان وی در کوه‌ها پنهان شدند. ولی آشوریان در دژ وی موسوم به زامرو و دیگر دهکده‌های متروک مقدار زیادی اموال گوناگون و از آن جمله مصنوعات مفرغی به دست آوردند. آشوریان ده‌ها تن از جنگجویان آمکا را اسیر کرده با انواع شکنجه‌های وحشیانه معدوم ساختند. آنگاه به تختگاه شخصی به نام آتا که هیچ ارتباطی با پایداری زامواییان نداشت، لشکر کشیدند. این پادشاهی در دامنه‌های شمالی نیشپو و محتملاً در نقطه‌ای از ناحیهٔ صحنه قرار داشت.
تختگاه مزبور نیز مانند امارات دیگر تارومار شد. در اینجا آشور-ناصیر-پال مقداری مصنوعات مفرغی به رسم هدیه از کشور سی پیر من که ساکنانش مانند زنان تته‌پته می‌کنند، دریافت داشت که برای جلب عنایت وی ارسال و تقدیم شده بود.
آشور ناصیر پال در بازگشت از زامرو در قلعه آرکادی توقف کرد و شاهان زاموا بار دیگر در آنجا با هدایایی به نزد وی آمدند. در آن زمان خراج سالیانهٔ زاموا افزایش یافته بود و به انواع اجناسی که می‌بایست بابت خراج تقدیم کنند، منسوجات پشمی ملون و ظروف مفرغ و شراب و دام‌های شاخدار خرد و کلان افزوده شده بود. پیشه‌وران زاموایی به رسم بیگاری برای کارهای ساختمانی به شهر کلخو (نیمرود) در آشور برده شدند. گذشته از شاهکان زاموا، شاهکان گیلزان و خوبوشکیه و دژ کاسی خارتیش نیز هدایایی ارسال داشتند.
آشورناصیرپال از این نتایج راضی نبود، ولی باز کوشید تا مردم زاموآ را که در کوه‌ها پنهان شده بودند، دستگیر کند. آنگاه دژ آتلیل را که زمانی به پادشاهان کاسی تعلق داشت، احیا کرد و آن را مرکز جمع‌آوری مالیات و خراج از ایالت جدیدالتأسیس و انبار علوفه و آذوقه برای لشکرکشی‌های آیندهٔ خویش به سوی مشرق قرار داد. بعدها بخشی از مردم زاموا به شهر کلخو پایتخت جدید آشور-ناصیر-پال منتقل شدند.
چنان‌که پیشتر دیدیم، آشور-ناصیر-پال شاهکان خرد را در زاموا باقی گذاشت و نیروهای خویش را بر ایشان ناظر کرد و پادگانی در آنجا مستقر ساخت که خراج و عوارض را وصول کنند ولی چیزی نگذشت که زاموا به صورت یکی از ایالات آشور درآمد. در وقایع سال ۸۸۲ پ.م. برای نخستین بار به اصطلاح حاکم نشین مازاموآ برمی‌خوریم. ولی ایالت زاموا شامل بخش‌های جنوبی آن کشور نمی‌گردید و ظاهراً چیزی از لشکرکشی ۸۸۰ پ.م. نگذشت که مردم آن بخش‌ها استقلال خویش را باز پس گرفتند. بعدها شلمنسر سوم پادشاه بعدی آشور، در سال ۸۵۹ پ.م. دیگر بار به سرزمین مزبور لشکرکشی کرد.

## نگارخانه

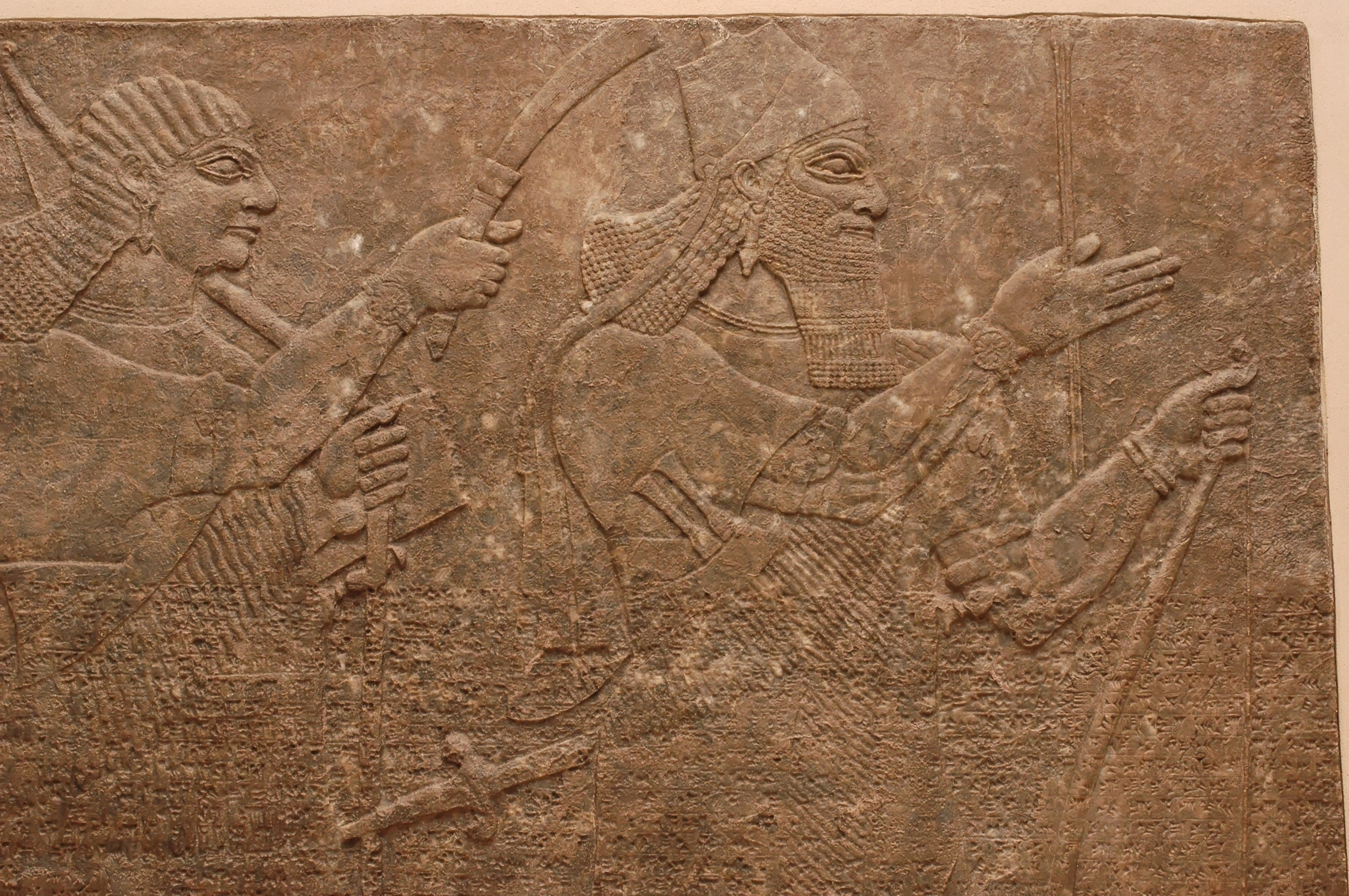
آشور-ناصیر-پال دوم و خدمتکار ملازمش. این نقش برجسته از کاخ آشورناصیرپال در نیمرود کشف شده‌است، مرمر سفید گچی، حدود ۸۶۵ ق. م.، موزه لوور
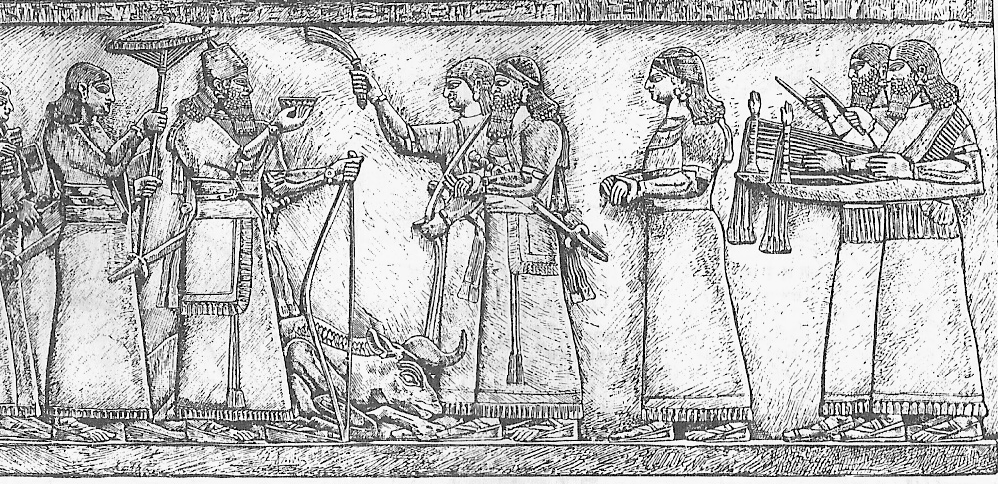
اجرای مراسم مذهبی با حضور آشور-ناصیر-پال دوم پس از یک شکار موفق
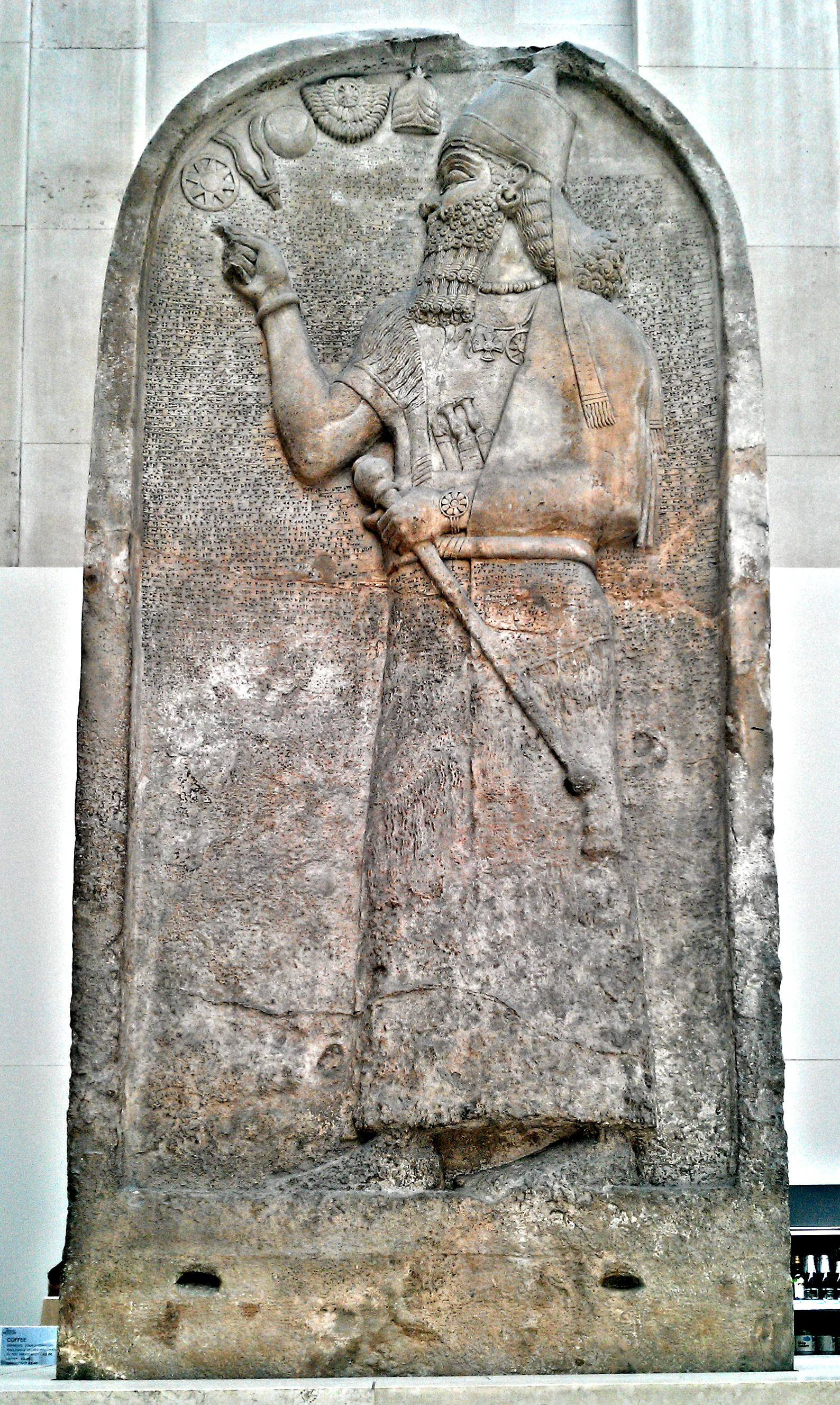
ستون سنگی (استل) مرمری آشور-ناصیر-پال دوم، موزه بریتانیا
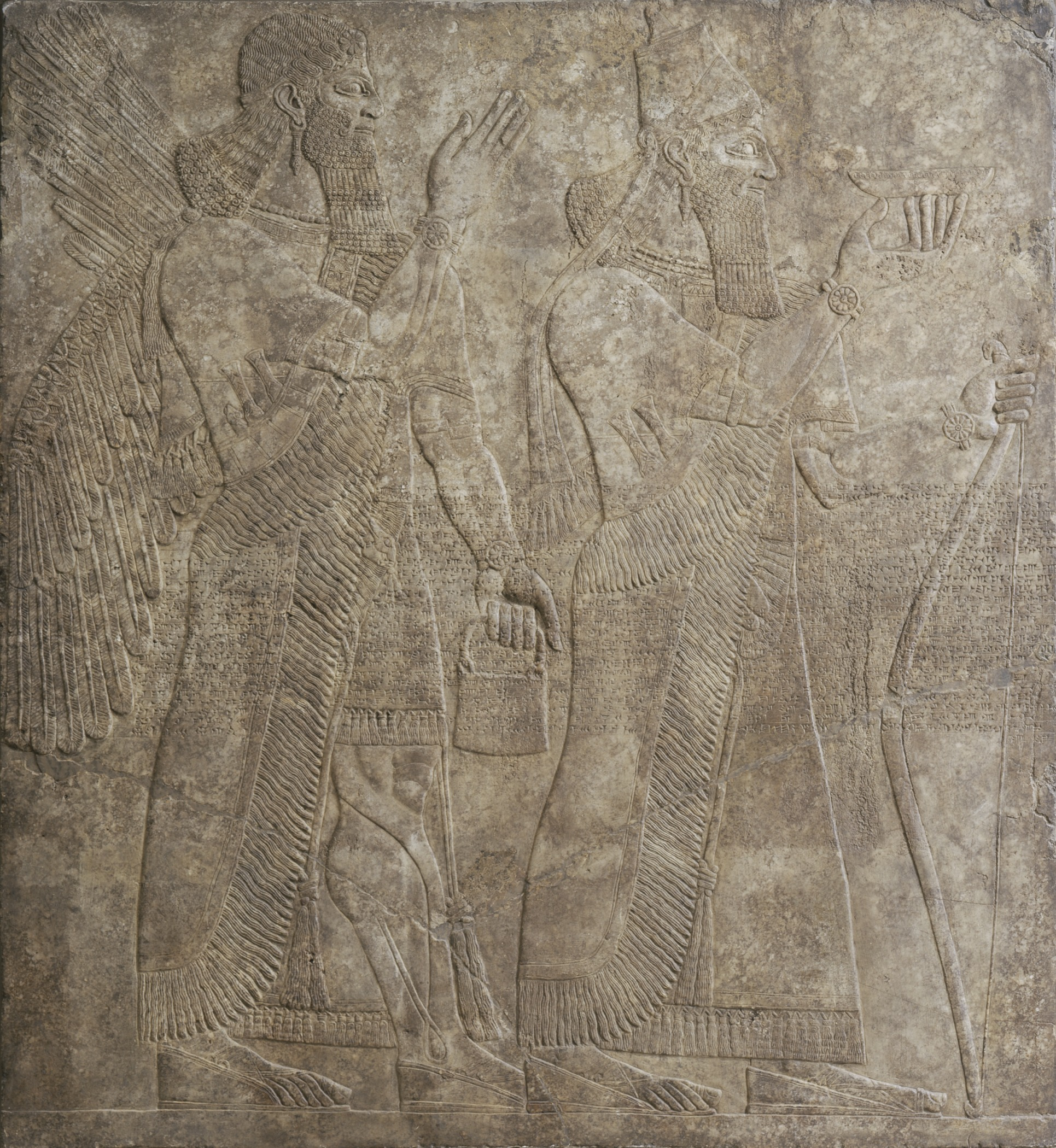
آشورناصیرپال و یک رب‌النوع بالدار، این نقش برجسته، زمانی دیوارهای داخلی کاخ شمالغربی پادشاه را زینت می‌داد، مرمر سفید گچی، ابعاد: ۸/۲۱۰*۵/۲۳۰ سانتی‌متر
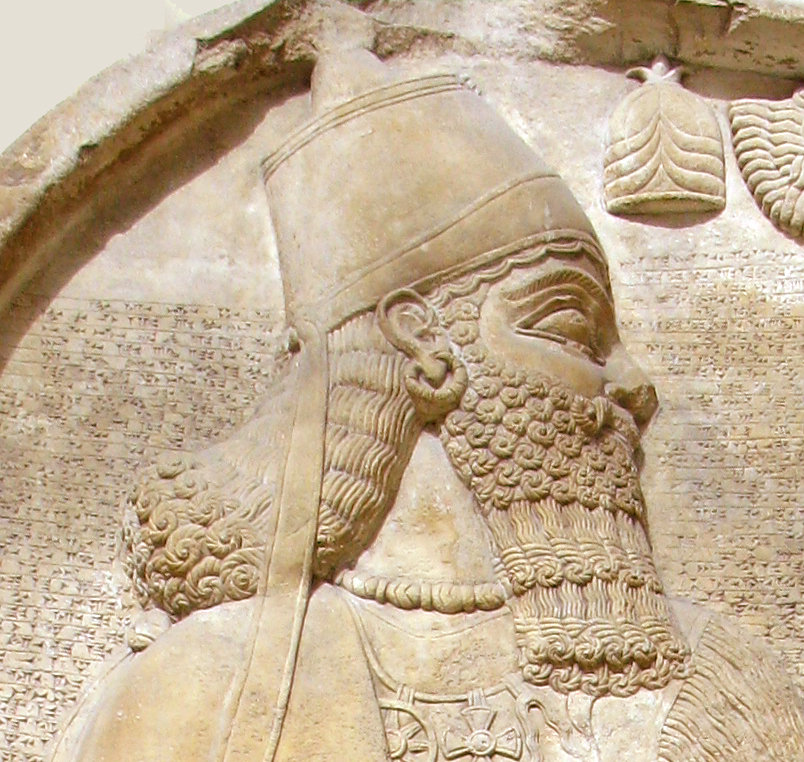
ستون سنگی آشور-ناصیر-پال دوم، موزه بریتانیا
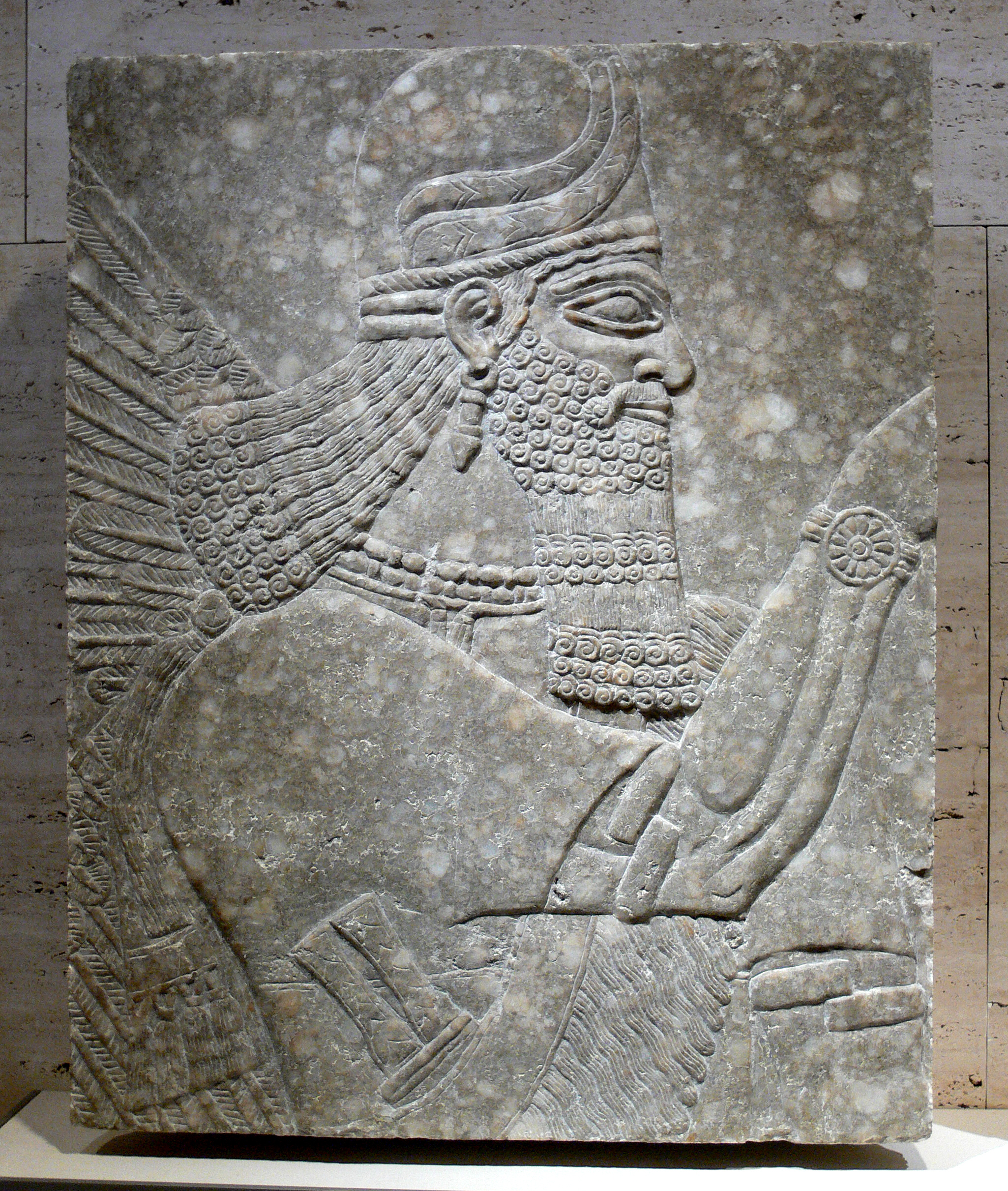
یکی از دو ایزد بالدار، کاخ آشورناصیرپال دوم
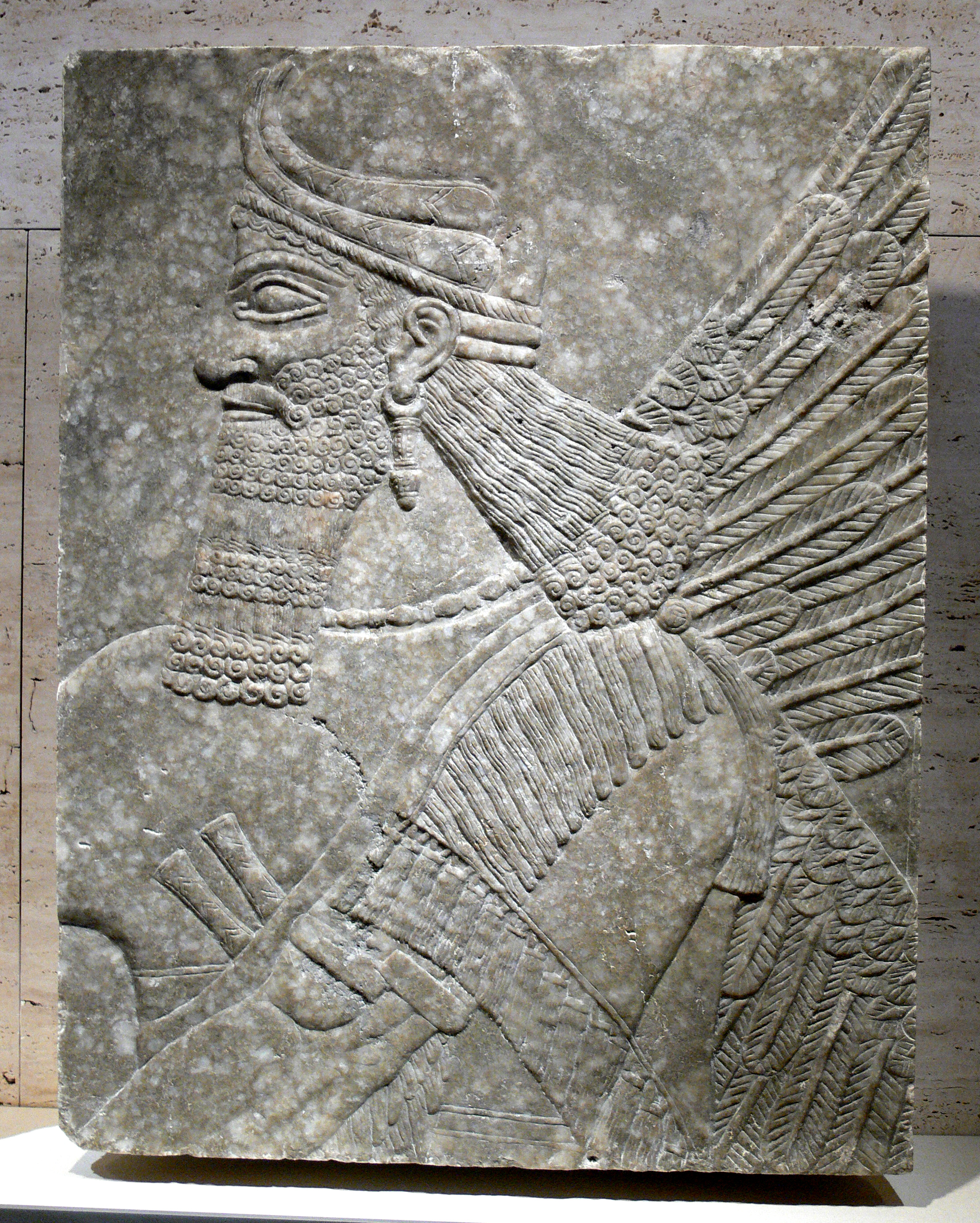
دومین ایزد بالدار، از کاخ آشورناصیرپال دوم
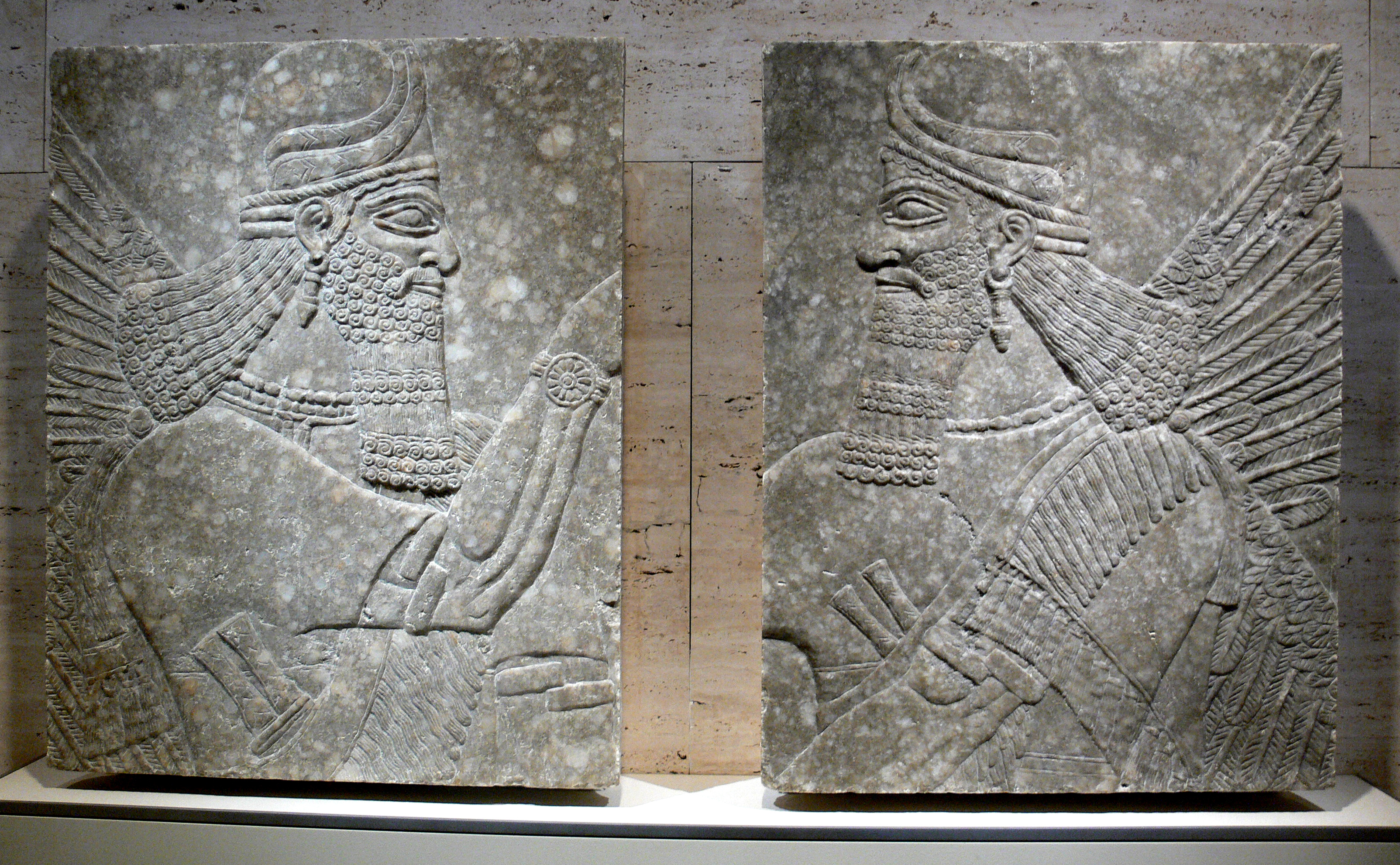
ایزدهای بالدار آشوری، کاخ آشور-ناصیر-پال دوم
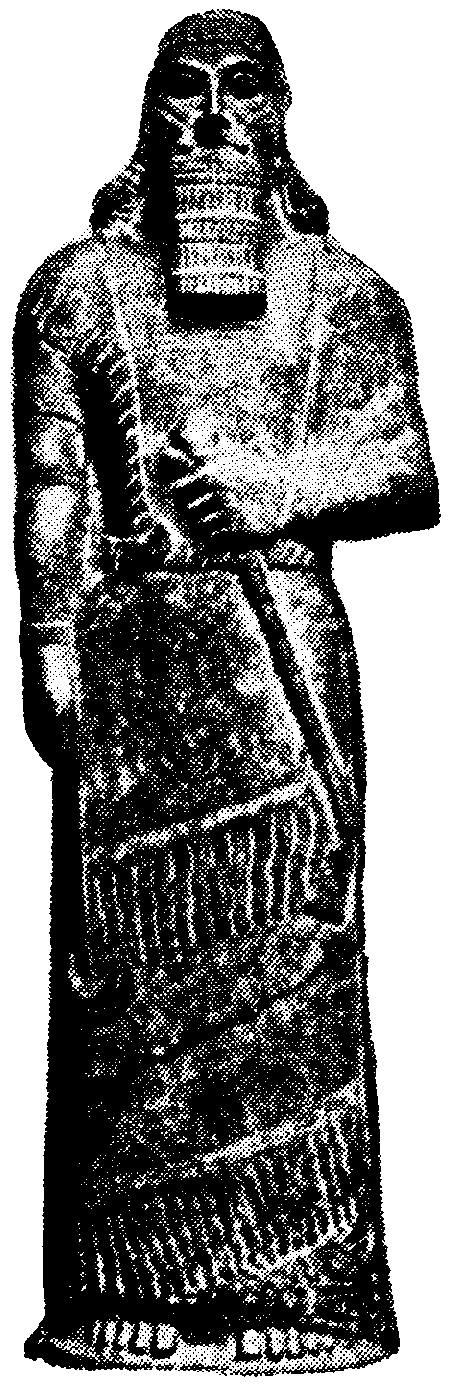
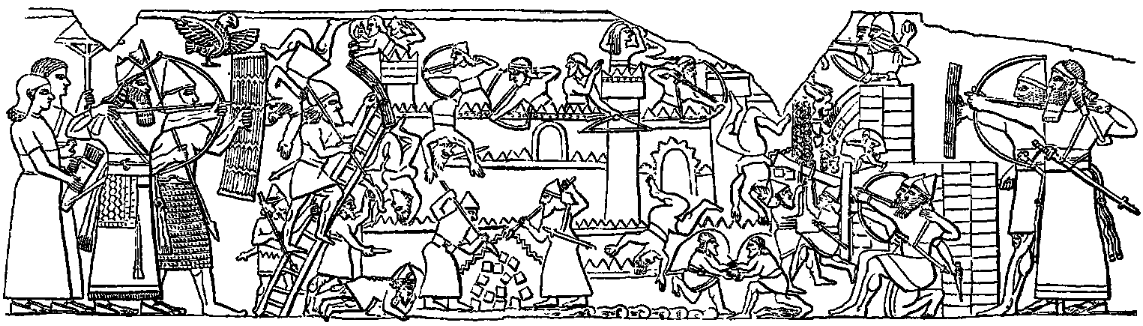
تصویر محاصرهٔ یک شهر توسط نیروهای آشوری
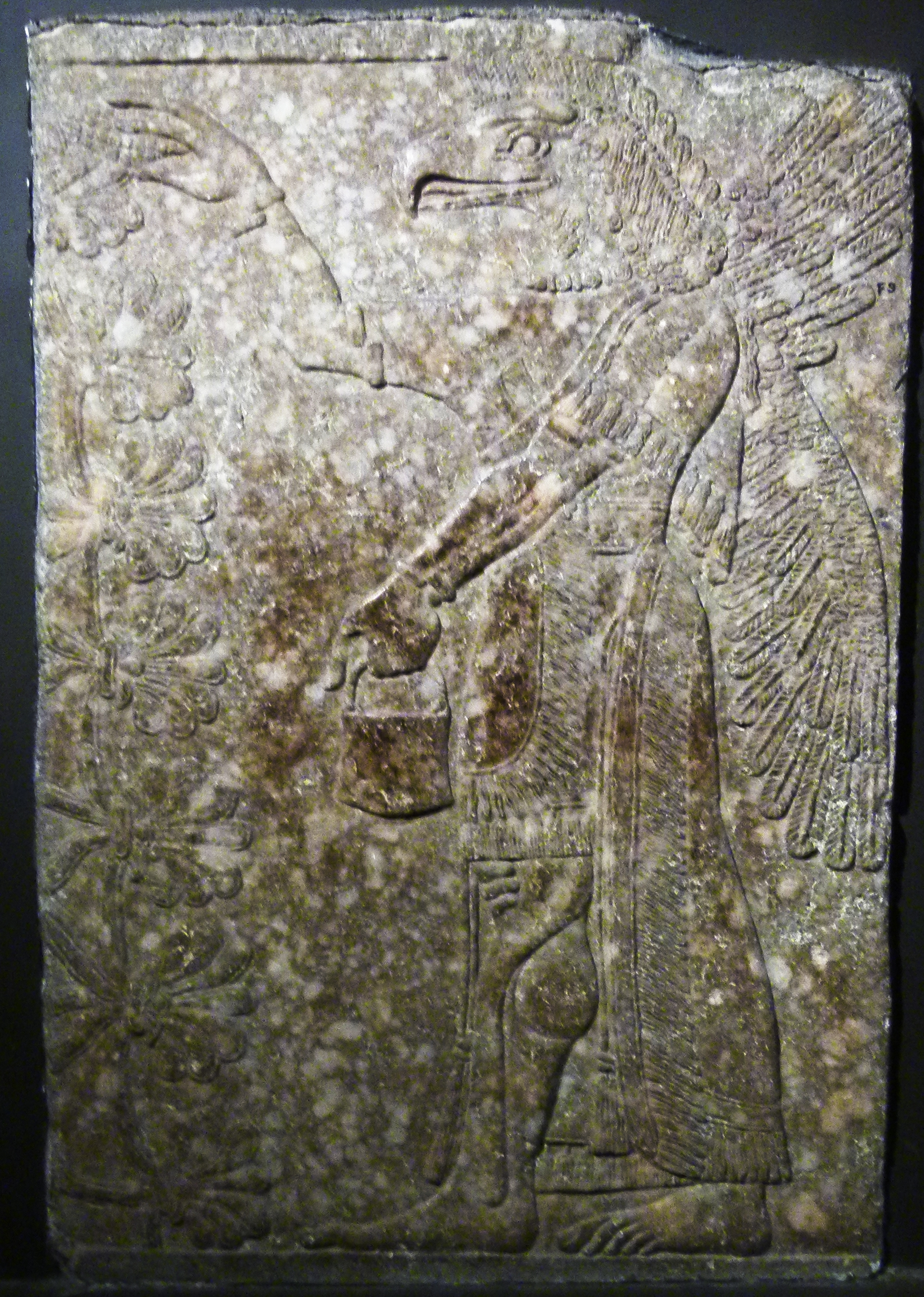
روح محافظ با سر عقاب و درخت مقدس، از کاخ شمالغربی آشورناصیرپال در نیمرود
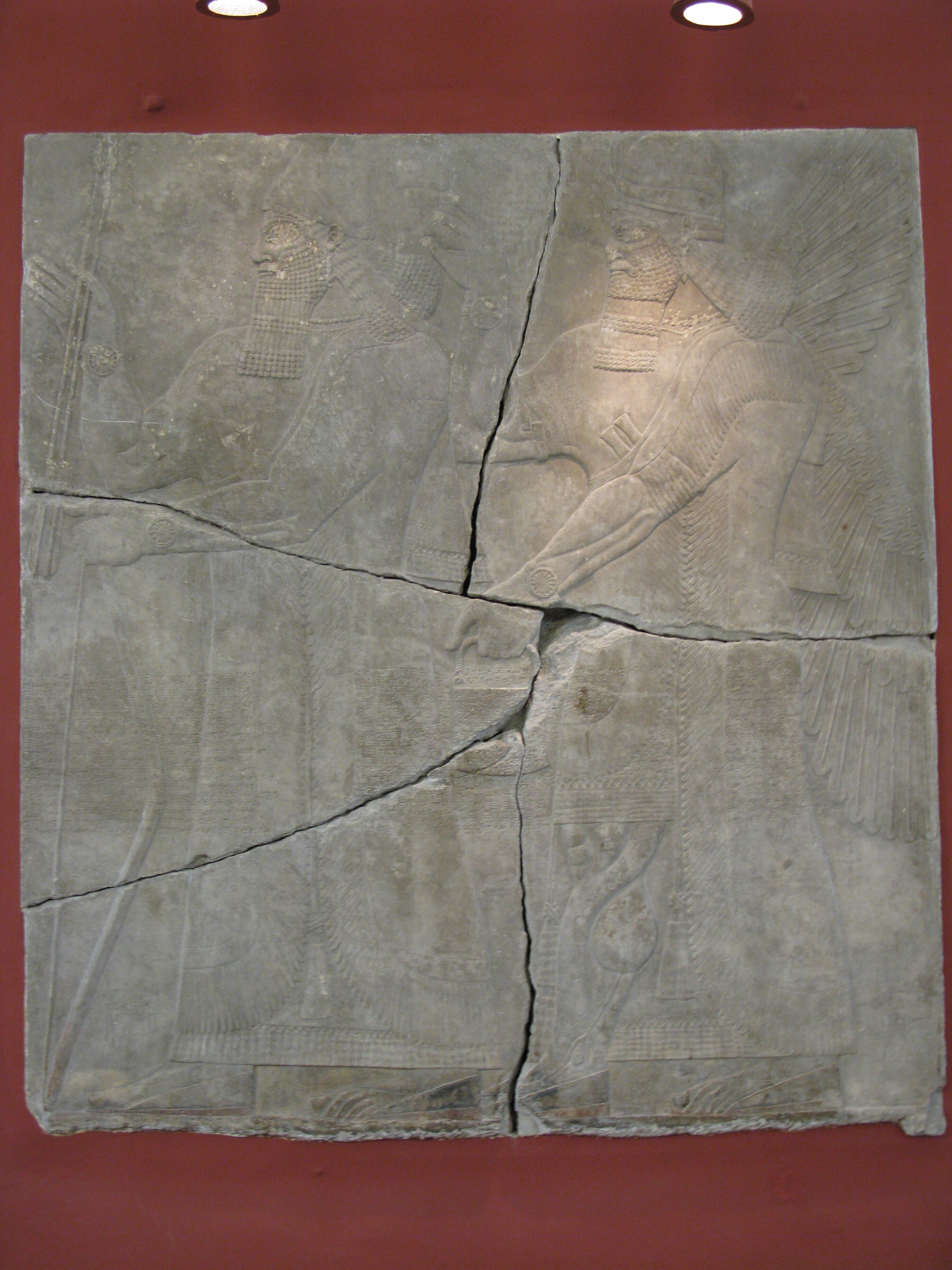
آشورناصیرپال و رب‌النوعش، نقش برجسته‌ای از سنگ آهک (کربنات کلسیم) از کاخ وی در کلخو، موزه ارمیتاژ، سن پترزبورگ، روسیه
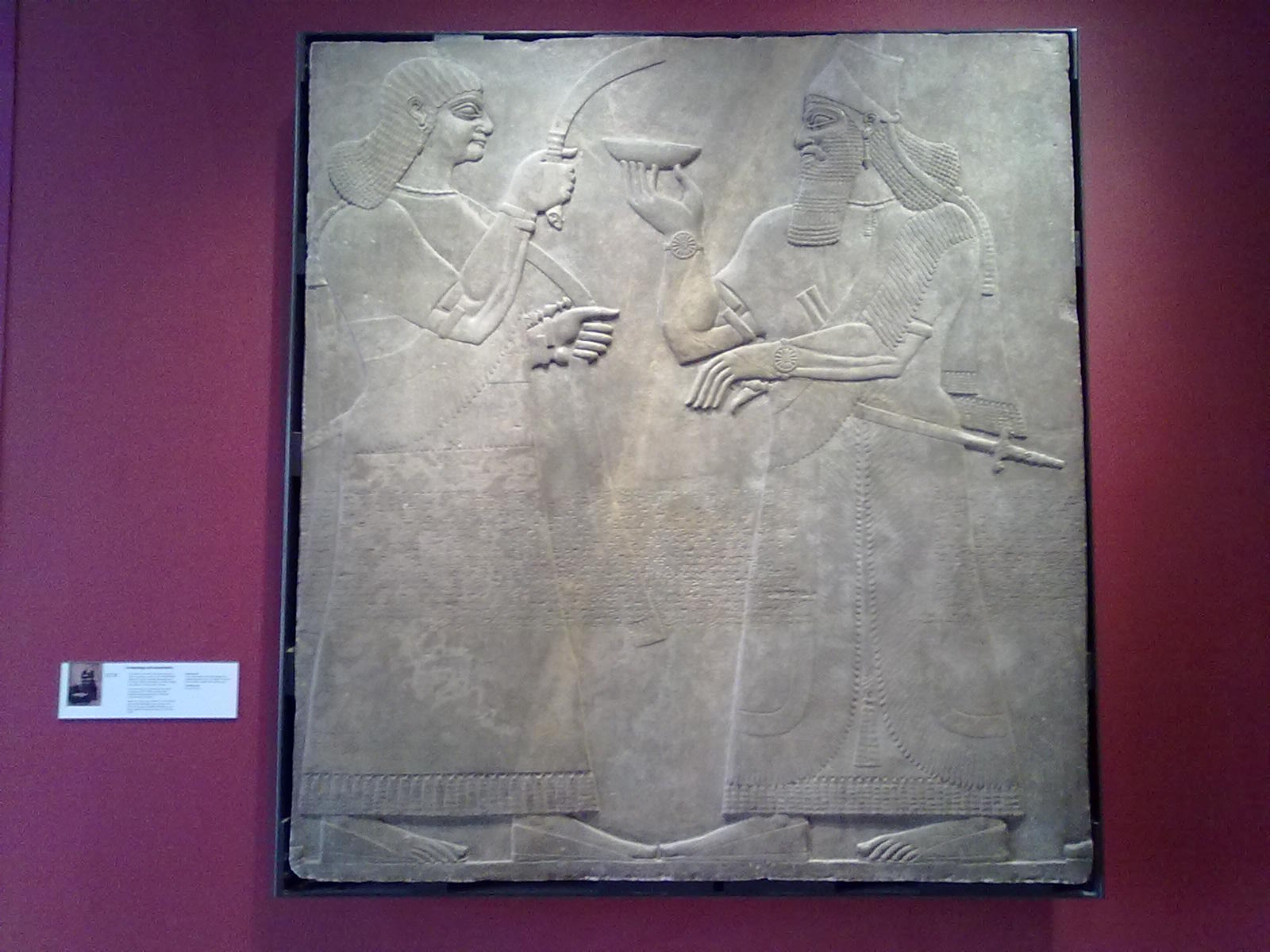
تصویر بزرگ و تمام قدی از آشور-ناصیر-پال دوم
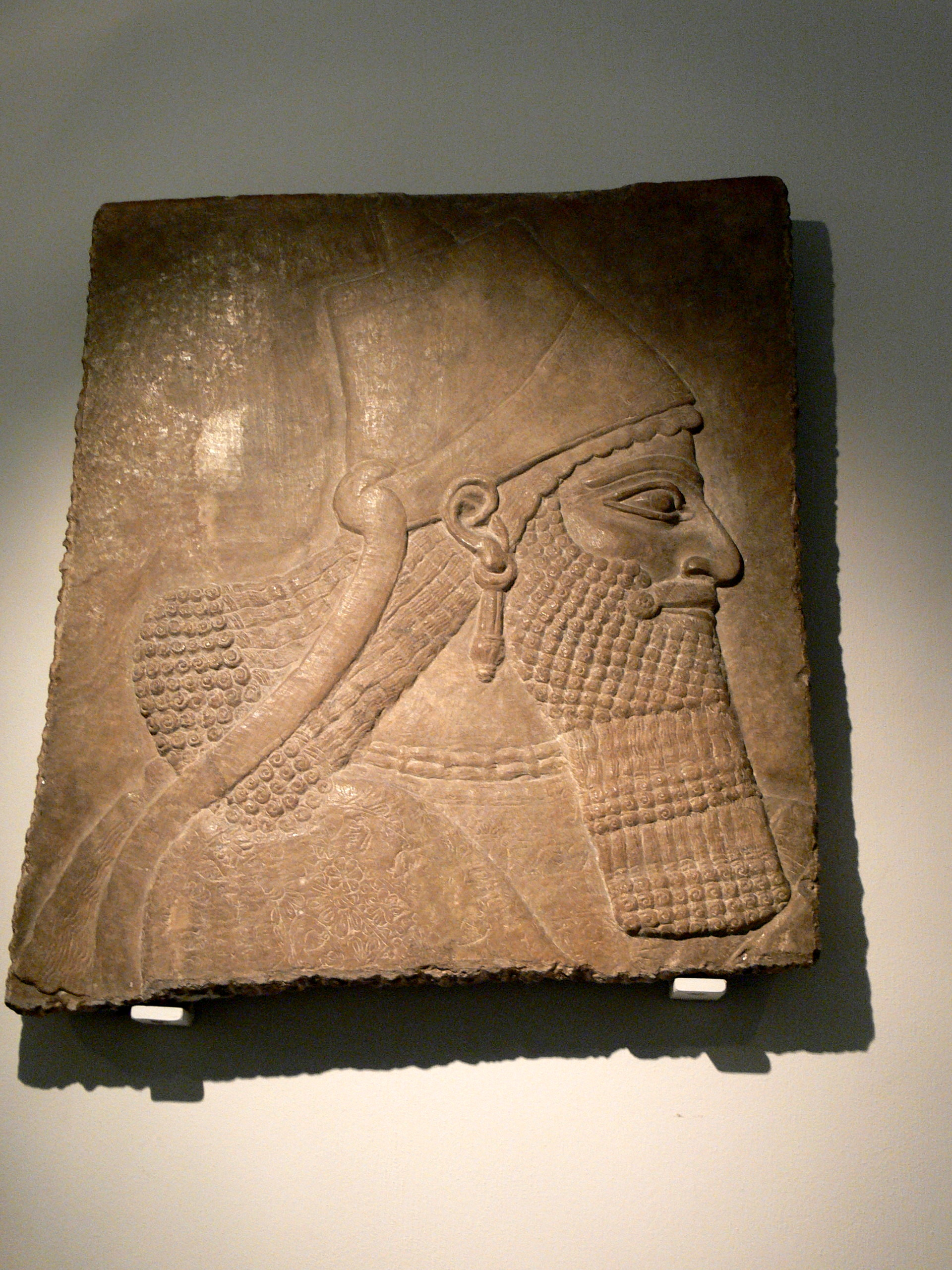
نقش برجسته‌ای از آشور-ناصیر-پال دوم، کپنهاگ
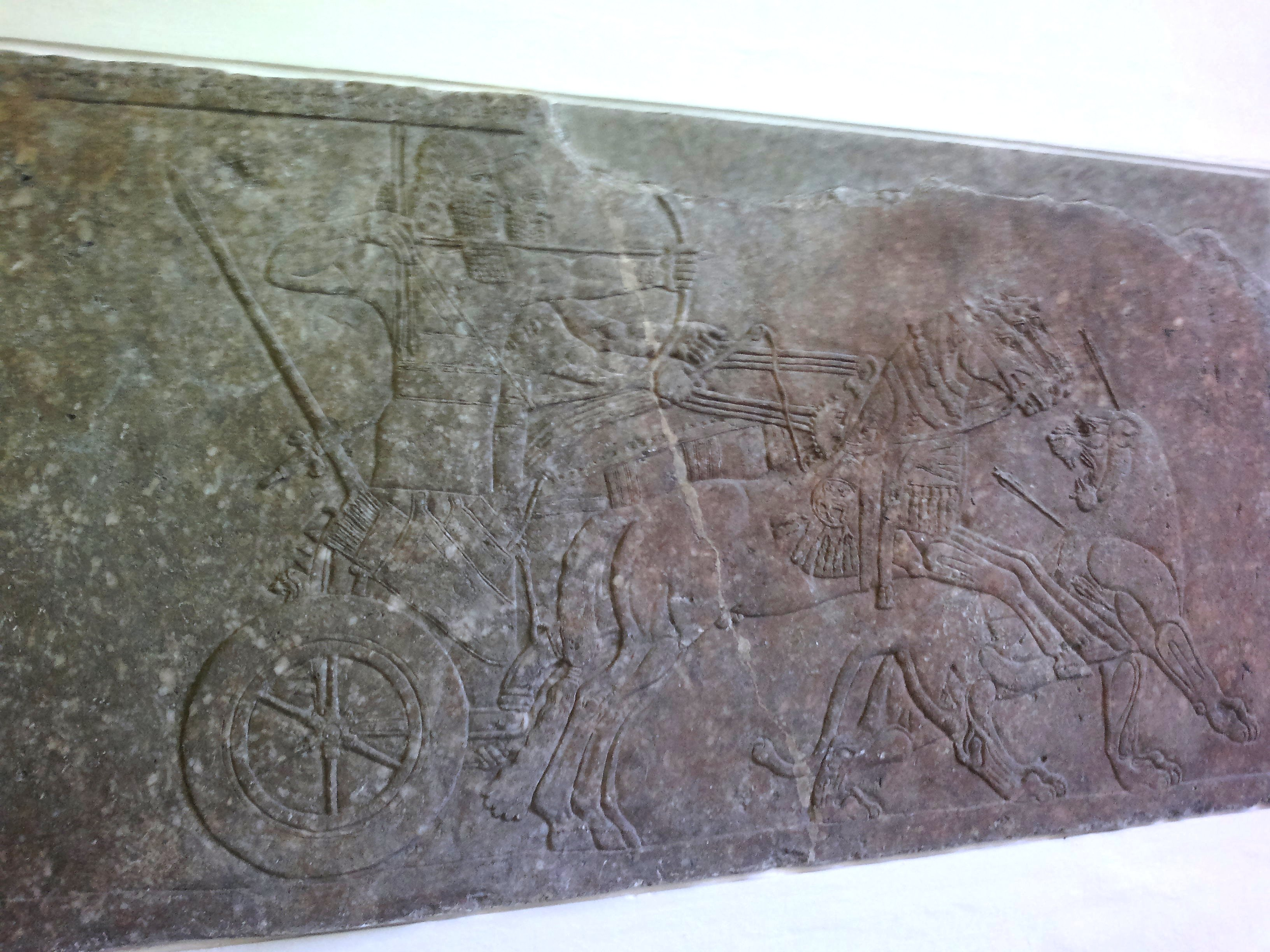
نقش برجسته از سنگ مرمر، تصویری از شکار شیر، نیمرود، دورهٔ سلطنت آشورناصیرپال دوم، ارتفاع ۹۸ سانتیمتر، برلین، موزه پرگامون
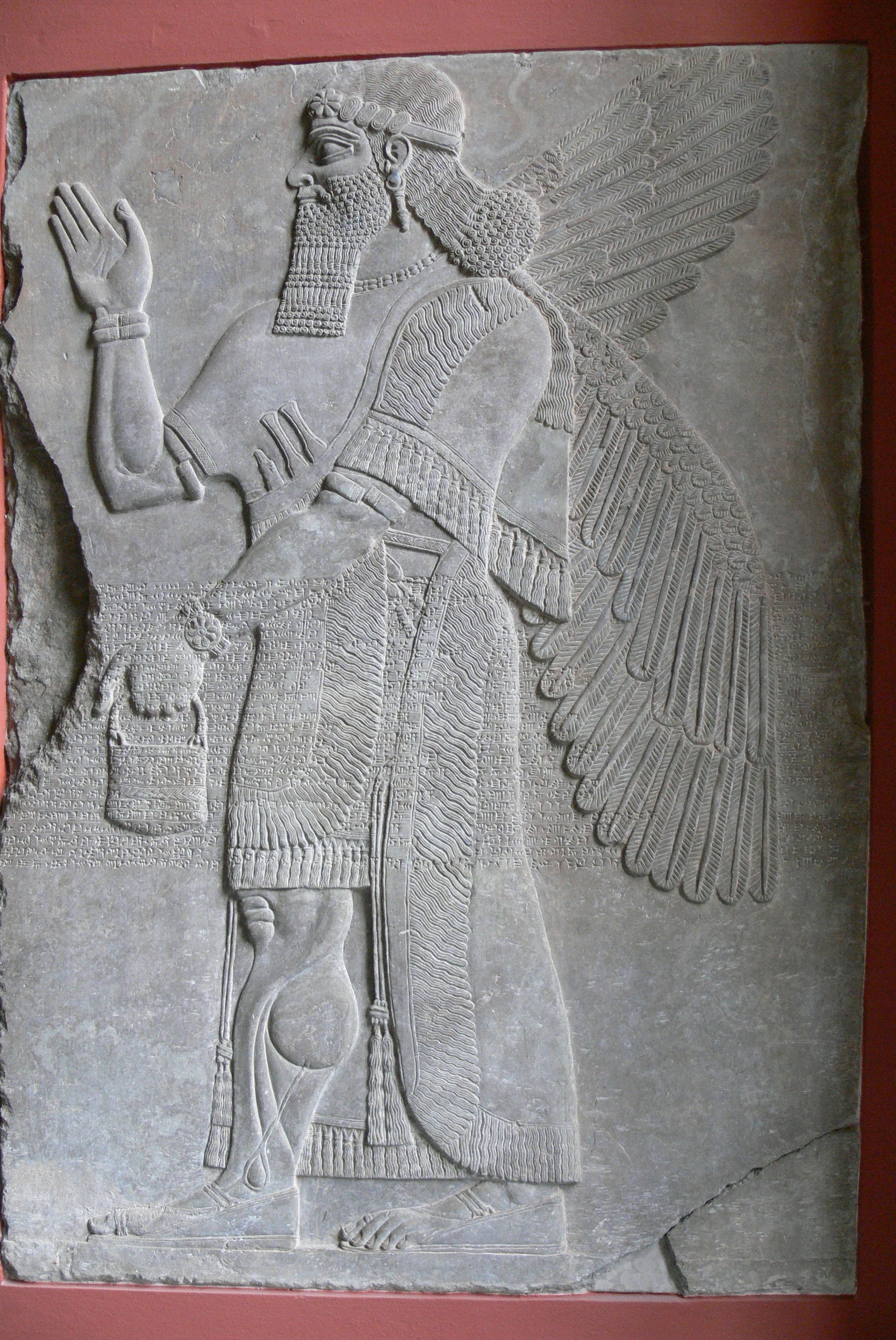
نقش برجسته‌ای از آشور-ناصیر-پال دوم، موزه شرق نزدیک باستان، برلین
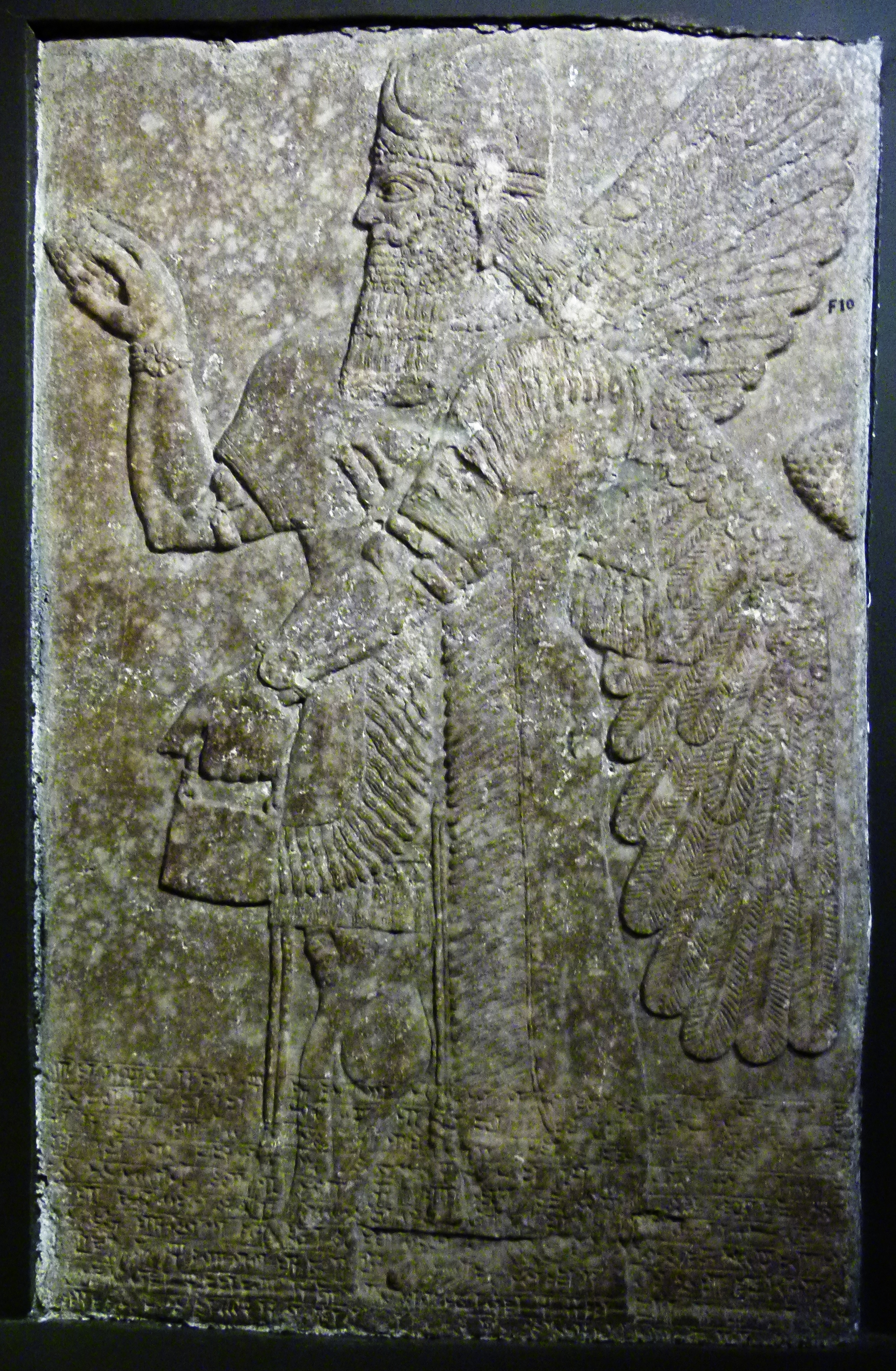
روح محافظ بالدار و درخت مقدس، از کاخ شمالغربی پادشاه در کالخو
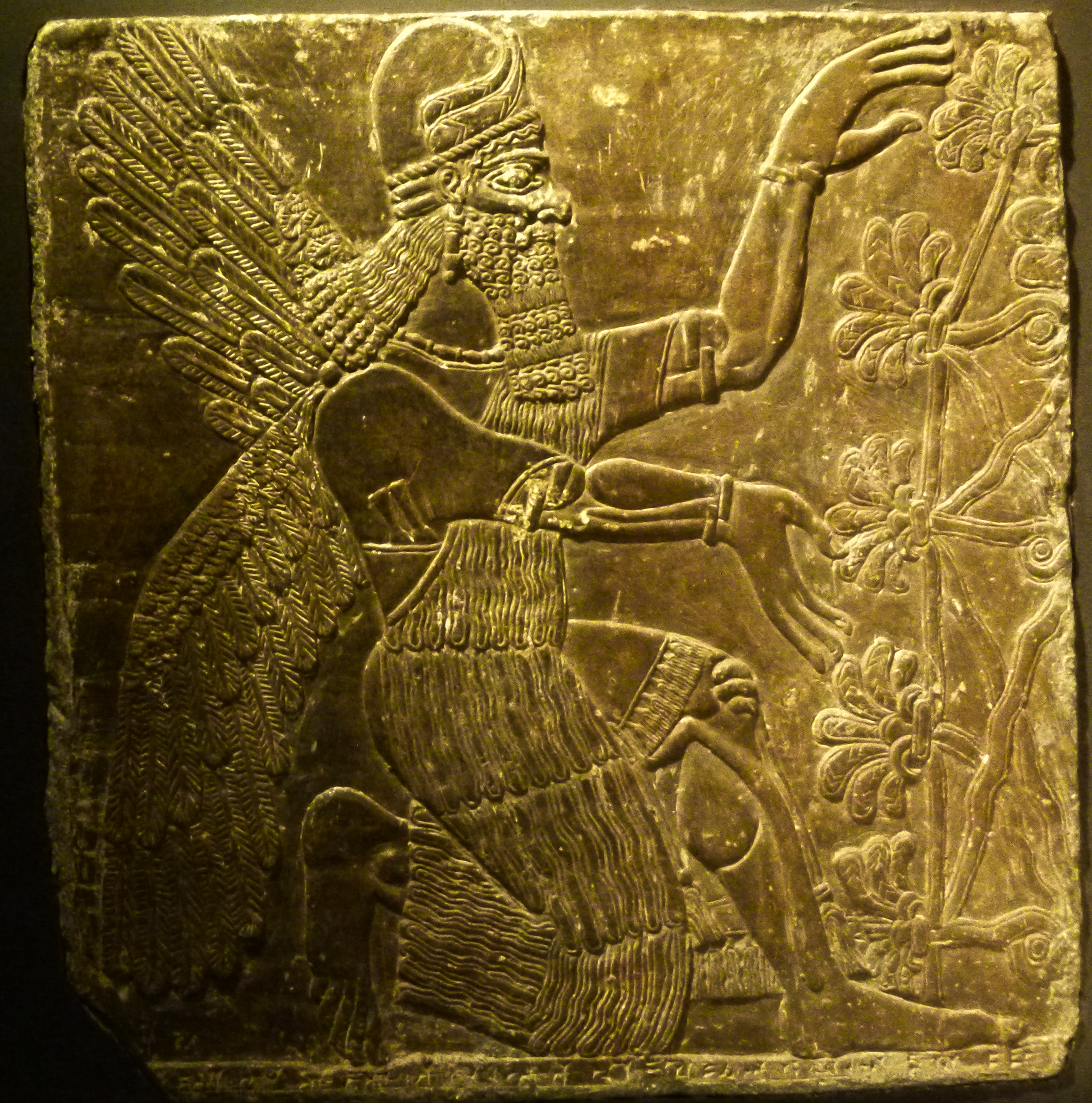
روح محافظ بالدار کمکی، نیمرود، کاخ پادشاه
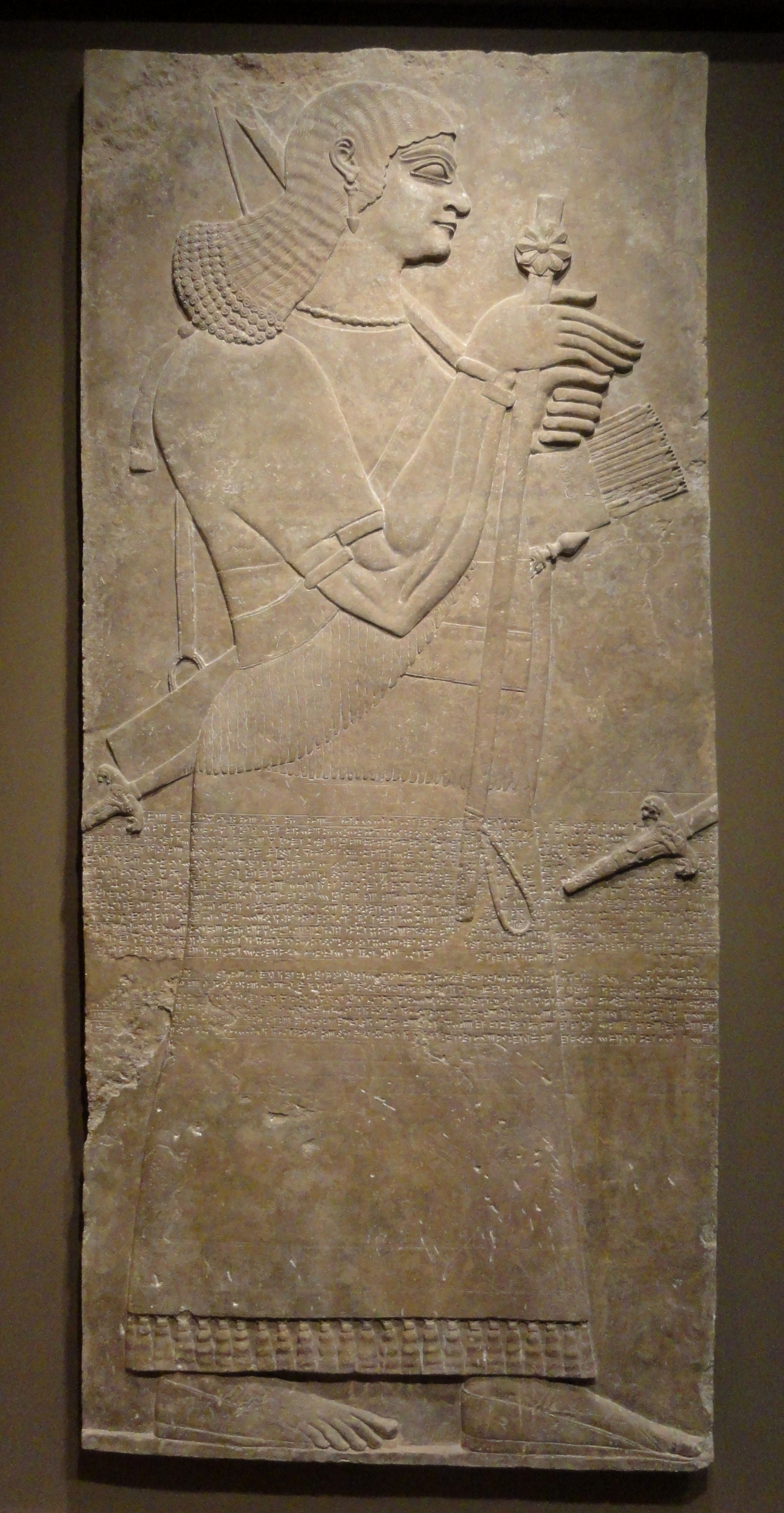
از نقش برجسته‌های کاخ آشورناصیرپال دوم در نیمرود